# Ekspedycja Franklina (1845)

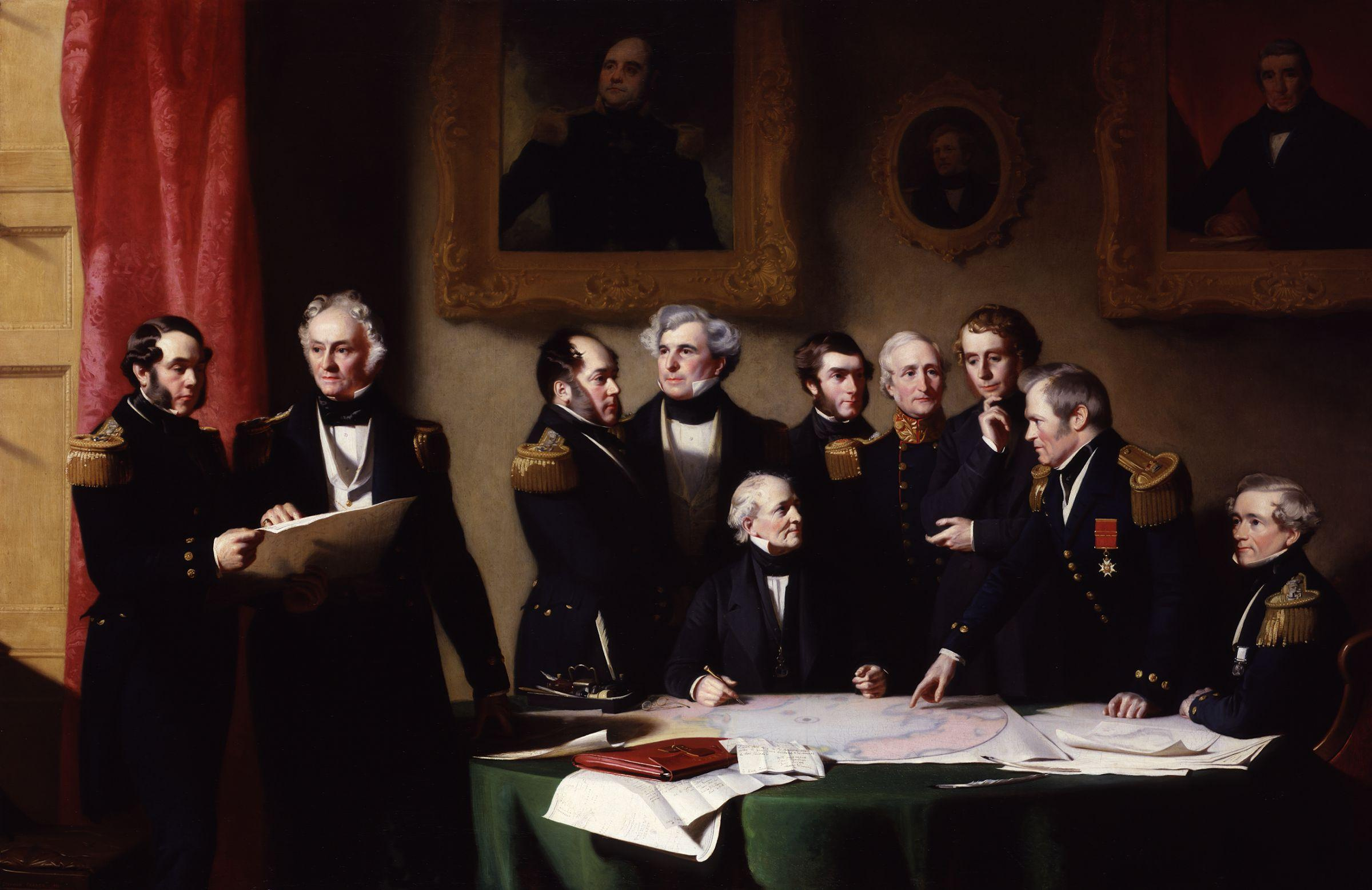
Rada Arktyczna planująca poszukiwania Johna Franklina na obrazie Stephena Pearce’a z 1851, od lewej do prawej: George Back, William Edward Parry, Edward Bird, James Clark Ross, Francis Beaufort (siedzi), John Barrow młodszy, Edward Sabin, William Alexander Baillie-Hamilton, John Richardson i Frederick William Beechey

Mapa prawdopodobnych tras HMS „Erebus” i HMS „Terror” podczas ekspedycji Franklina

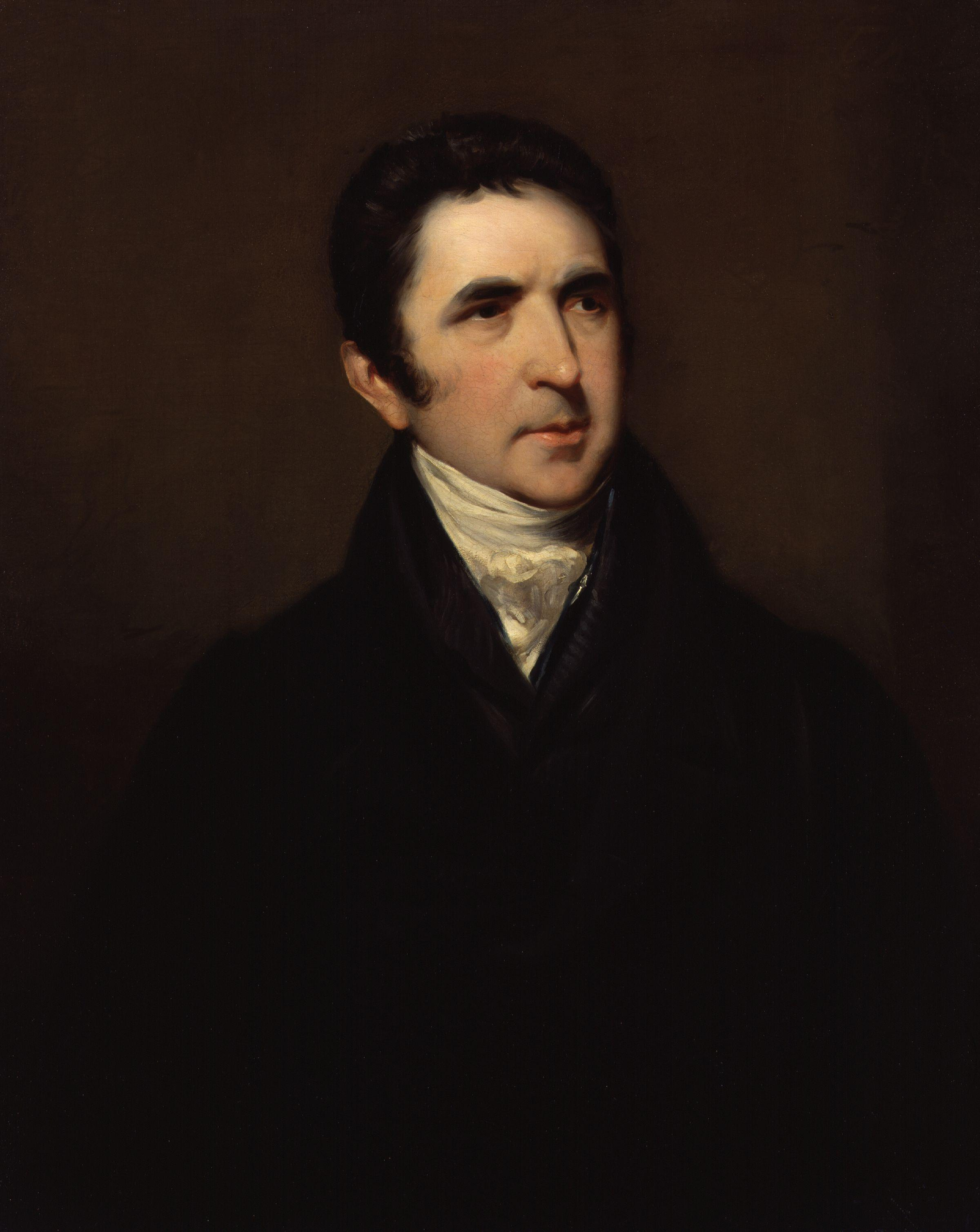
sir John Barrow, długoletni drugi sekretarz Admiralicji, wspierający wyprawy w Arktykę

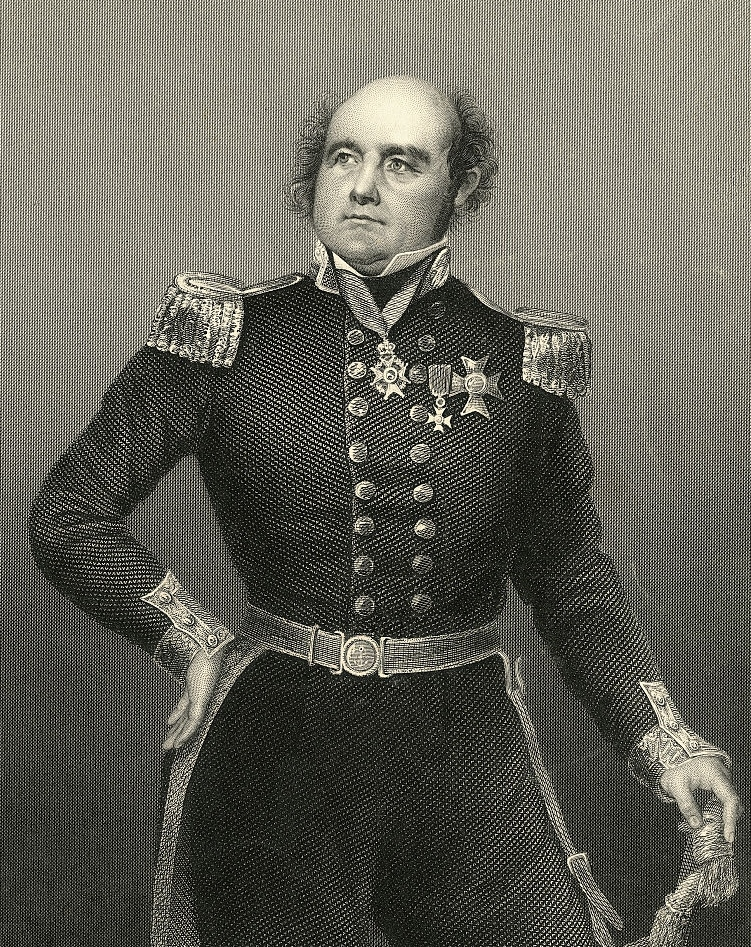
sir John Franklin, dowódca wyprawy

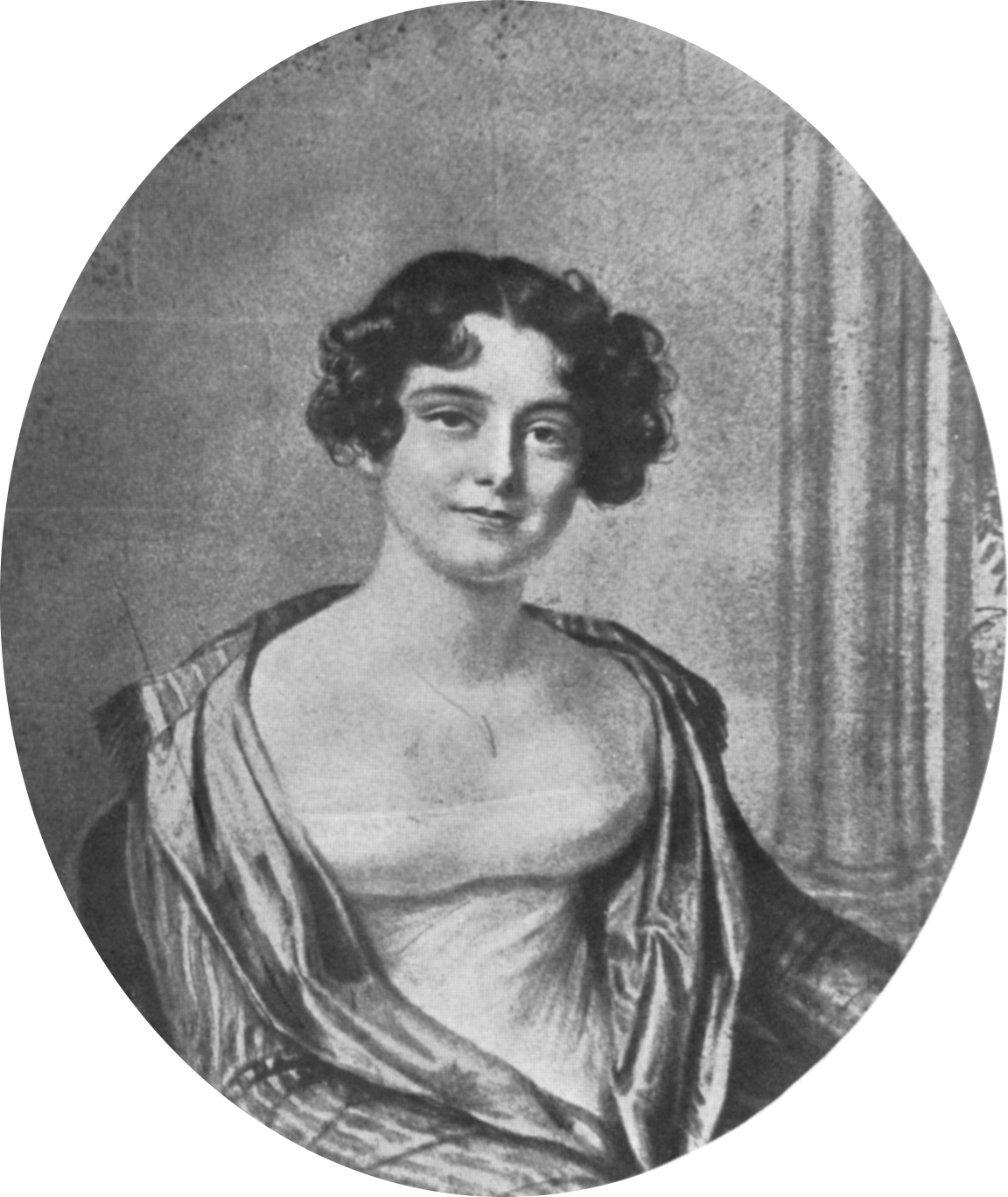
Jane Griffin, późniejsza lady Franklin w wieku 24 lat, w 1815 roku

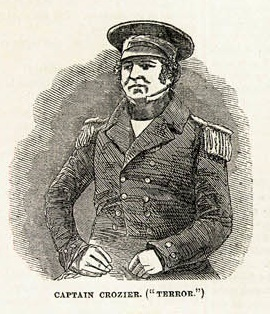
Komandor F.R.M. Crozier, kapitan HMS „Terror”, późniejszy dowódca wyprawy

Ekspedycja Franklina z 1845 roku – zaginiona brytyjska ekspedycja badawcza do Arktyki, kierowana przez kapitana Johna Franklina. Wyprawa opuściła Anglię w 1845 roku na dwóch okrętach, HMS „Erebus” i HMS „Terror”. Franklin był oficerem Royal Navy i doświadczonym badaczem, który służył w trzech poprzednich wyprawach arktycznych, w tym w dwóch jako dowódca. Czwarta i ostatnia ekspedycja, którą dowodził w wieku 59 lat, miała za zadanie pokonanie ostatniej, nieprzebytej części Przejścia Północno-Zachodniego. Po kilku wczesnych zgonach wśród uczestników, oba okręty zostały zatrzymane przez lód w Cieśninie Wiktorii, w pobliżu Wyspy Króla Williama w kanadyjskiej Arktyce. Wszyscy członkowie wyprawy, 129 osób, w tym Franklin, zaginęli.
Naciski żony Franklina, lady Jane Franklin, i innych osób na Admiralicję sprawiły, że w 1848 roku rozpoczęto poszukiwania zaginionej wyprawy. Częściowo dzięki sławie Franklina i nagrodzie wyznaczonej przez Admiralicję, wielu kolejnych badaczy dołączyło do poszukiwań, w których w 1850 roku brało udział aż jedenaście statków brytyjskich i dwa amerykańskie. Kilka spośród tych jednostek spotkało się na wschodnim wybrzeżu wyspy Beechey, gdzie znaleziono pierwsze ślady wyprawy, w tym groby trzech marynarzy. W 1854 roku podróżnik John Rae, podczas prac badawczych w pobliżu kanadyjskiego wybrzeża na południowy wschód od Wyspy Króla Williama, uzyskał od miejscowych Inuitów przedmioty należące do członków wyprawy i opowieści o ich losie. Grupa poszukiwawcza Francisa Leopolda McClintocka w 1859 roku znalazła notatkę, pozostawioną na Wyspie Króla Williama, zawierającą szczegółowe informacje na temat wyprawy. Poszukiwania zaginionych i ich śladów trwały przez większą część drugiej połowy XIX wieku. Dopiero w 2014 roku grupa badawcza kierowana przez Agencję Parków Kanady odnalazła wrak „Erebusa” na północny wschód od wyspy O’Reilly, w Zatoce Wilmot i Crampton we wschodniej części Zatoki Królowej Maud w Archipelagu Arktycznym. Dwa lata później członkowie Arctic Research Foundation znaleźli wrak „Terroru” w zatoce Wyspy Króla Williama, zachowany w idealnym stanie. Od tamtego czasu prowadzone są badania i wyprawy nurkowe na oba wraki.
W 1981 roku grupa naukowców na czele z Owenem Beattie, profesorem antropologii z Uniwersytetu Alberty, rozpoczęła serię badań grobów, ciał i innych dowodów pozostawionych przez ludzi Franklina na wyspach Beechey i Króla Williama. Doszli do wniosku, że marynarze pochowani na wyspie Beechey najprawdopodobniej zmarli na zapalenie płuc i, być może, gruźlicę, a także, że ich stan zdrowia mogło pogorszyć zatrucie ołowiem ze źle zalutowanych puszek z zapasów okrętowych. Później zasugerowano, że źródłem ołowiu mogły być nie konserwy, lecz system destylacji wody zainstalowany na okrętach. Badania z drugiej dekady XXI wieku wskazały, że zatrucie ołowiem prawdopodobnie nie było istotnym czynnikiem, a przyczyną złego stanu zdrowia załogi mogło być niedożywienie, w szczególności niedobór cynku – przypuszczalnie z powodu braku świeżego mięsa w diecie.
Połączone dowody ze wszystkich badań sugerują, że nie wszyscy członkowie wyprawy umarli szybko. Ślady nacięć na kościach ludzkich znalezionych na Wyspie Króla Williama są postrzegane jako oznaki ludożerstwa wśród głodujących. W kolejnych latach po 1845 roku hipotermia, głód, choroby (w tym szkorbut) i zatrucie bądź niedobór mikroelementów, wraz z długotrwałym działaniem niesprzyjających warunków środowiska, przy braku odpowiedniej odzieży i żywności, doprowadziły do śmierci wszystkich członków ekspedycji.
W epoce wiktoriańskiej media kreowały Franklina na bohatera, pomimo fiaska wyprawy i doniesień o kanibalizmie. Komponowano o nim piosenki, w rodzinnym Spilsby, w Londynie i w Tasmanii postawiono pomniki dowódcy, przypisując mu odkrycie Przejścia Północno-Zachodniego, choć w rzeczywistości przepłynął je w całości dopiero Roald Amundsen podczas wyprawy w latach 1903–1906. Zaginiona ekspedycja Franklina jest tematem wielu dzieł sztuki, w tym piosenek, wierszy, opowiadań i powieści, a także filmów telewizyjnych.

## Tło
Europejskie poszukiwania krótszej, zachodniej drogi morskiej z Europy do Azji, rozpoczęły się z podróżą Krzysztofa Kolumba w 1492 roku i trwały aż do połowy XIX wieku, przy czym prym w wyprawach badawczych wiodła Anglia. Te z wypraw, które były udane, poszerzały europejską znajomość geografii półkuli zachodniej, zwłaszcza Ameryki Północnej, a wraz ze wzrostem wiedzy coraz więcej uwagi kierowano ku Arktyce. Do odkrywców z XVI i XVII wieku, którzy badali Amerykę Północną, należeli Martin Frobisher, John Davis, Henry Hudson i William Baffin. W 1670 roku utworzenie Kompanii Zatoki Hudsona przyczyniło się do postępu w badaniach północnych wybrzeży i interioru Kanady, oraz mórz arktycznych. Osiemnastowiecznymi badaczami tych terytoriów byli m.in. James Knight, Samuel Hearne, James Cook, Alexander Mackenzie i George Vancouver. Do 1800 roku ich odkrycia przekonująco wykazały, że w umiarkowanych szerokościach geograficznych pomiędzy Oceanem Atlantyckim i Spokojnym nie istnieje żeglowne Przejście Północno-Zachodnie .
W latach 1804–1845 drugim sekretarzem Admiralicji był sir John Barrow. Od początku urzędowania nalegał, aby Royal Navy zakończyła badania Przejścia Północno-Zachodniego wokół Kanady i zdobyła biegun północny. W ciągu następnych czterech dekad, badacze tacy jak John Ross, David Buchan, William Edward Parry, Frederick William Beechey, James Clark Ross, George Back i Peter Warren Dease poprowadzili owocne wyprawy w kanadyjską Arktykę. Wśród tych podróżników był John Franklin, zastępca dowódcy wyprawy do bieguna północnego na statkach „Dorothea” i „Trent” w 1818 roku i dowódca lądowych wypraw do i wzdłuż północnych wybrzeży Kanady w latach 1819–1822 i 1825–1827 . Do 1845 roku wszystkie te ekspedycje zmniejszyły niezbadany obszar północnej Kanady do czworoboku o powierzchni około 181 300 km². To przez ten nieznany obszar miała płynąć wyprawa Franklina, kierując się na zachód przez Cieśninę Lancastera, a następnie na zachód i południe, zależnie od tego jak pozwolą warunki lodowe, linia brzegowa i inne przeszkody. Całkowity dystans był równy około 1670 km .

## Przygotowania

### Dowództwo
Barrow, mający 82 lata i zbliżający się do końca swojej kariery, długo rozważał, kto powinien dowodzić wyprawą mającą przebyć Przejście Północno-Zachodnie i, być może, odkryć otwarte morze polarne wokół bieguna północnego. Jego pierwszy kandydat, Parry, był zmęczony Arktyką i uprzejmie odmówił . Drugi, James Clark Ross, również odmówił, gdyż obiecał niedawno poślubionej żonie, że skończył z Arktyką . Trzeci kandydat Barrowa, James Fitzjames, został odrzucony przez Admiralicję z powodu młodego wieku . Barrow rozważał kandydaturę George’a Backa, ale uznał go za zbyt kłótliwego . Z kolei Francis Crozier był zbyt nisko urodzony i był Irlandczykiem, co stanowiło liczący się argument przeciwko jego kandydaturze . Barrow niechętnie wybrał pięćdziesięciodziewięcioletniego Franklina . Wyprawa miała się składać z dwóch okrętów, HMS „Erebus” i HMS „Terror”, które miały już za sobą antarktyczną wyprawę badawczą w latach 1841–1844, dowodzoną przez Jamesa Clarka Rossa. Franklin został mianowany dowódcą „Erebusa”, a kapitanem „Terroru” i zastępcą dowódcy wyprawy został Crozier, który kierował już tym okrętem podczas ekspedycji Rossa do Antarktyki. Franklin 7 lutego 1845 roku otrzymał dowództwo, a 5 maja tego samego roku oficjalne instrukcje od Admiralicji.

### Okręty, zaopatrzenie i załogi
„Erebus” o tonażu 378 ton i „Terror” o tonażu 331 ton były solidnie skonstruowane i posiadały najnowsze w owych czasach zdobycze techniki. Obie jednostki wyposażono w silniki parowe napędzające śrubę okrętową; nie były to typowe silniki okrętowe, wcześniej napędzały lokomotywy na linii z Londynu do Croydon. Pozwalały okrętom płynąć z szybkością 4 węzłów (7,4 km/h).
Inne zaawansowane rozwiązania technologiczne jakie wykorzystano, to wzmocnienie wręg masywnymi belkami i żelaznym pokryciem, centralne ogrzewanie parowe dla wygody załogi, oraz możliwość schowania śrub i żelaznych sterów w żelaznej osłonie, dla zabezpieczenia przed uszkodzeniem. Okrętowe biblioteki zawierały ponad 1000 książek, a zapasy zakonserwowanej lub puszkowanej żywności były przygotowane na trzy lata . Na pokładzie dostępna była także pianola z 50 utworami, a wśród innowacji technologicznych był aparat fotograficzny mogący rejestrować obrazy metodą dagerotypową.
Dostawcą żywności dla wyprawy był Stephen Goldner, który otrzymał zlecenie 1 kwietnia 1845 roku, zaledwie siedem tygodni przed wypłynięciem wyprawy . Zamówienie opiewało na 8000 puszek, a konieczny pośpiech wpłynął na obniżenie jakości towaru. Późniejsza kontrola puszek zamówionych przez Royal Navy odkryła, że w puszkach znajdowały się nieświeże, nawet gnijące kawałki mięsa, a czasem też odpadki żywnościowe, takie jak zakrzepła krew, kawałki ozorów i jelit. Wybuchł skandal, a sir John Ross oskarżył dostawcę konserw o przyczynienie się do klęski wyprawy. Jak później stwierdzono, także lutowanie było „grubo i niechlujnie zrobione, a lut spływał po wewnętrznej powierzchni jak wosk ze świecy”.
Dużą część załogi stanowili Anglicy, wielu z północnej Anglii, a prócz nich także Irlandczycy i Szkoci. Jedynymi oficerami, którzy pełnili służbę w Arktyce, poza Franklinem, Crozierem i porucznikiem Grahamem Gore’em, byli asystent chirurga i dwóch lodomistrzów.

### Załogi
Lista członków załogi „Erebusa” i „Terroru” według manifestu okrętowego:

#### HMS „Erebus”
| Nazwisko               | Funkcja           | Pochodzenie       | Wiek (w 1845 roku) |
| ---------------------- | ----------------- | ----------------- | ------------------ |
| John Franklin          | kapitan           | Lincolnshire      | 59                 |
| James Fitzjames        | komandor          | Londyn            | 32                 |
| Graham Gore            | porucznik         | Portsmouth        |                    |
| Henry T.D. Le Vesconte | porucznik         | Wyspy Normandzkie |                    |
| James W. Fairholme     | porucznik         |                   |                    |
| James Read             | lodomistrz        |                   |                    |
| Stephen S. Stanley     | chirurg           |                   |                    |
| Charles Osmer          | intendent         |                   |                    |
| Robert O. Sargent      | mat               |                   |                    |
| Charles F. Des Voeux   | mat               |                   |                    |
| Edward Couch           | mat               |                   |                    |
| Harry D.S. Goodsir     | asystent chirurga | Anstruther, Fife  | 26                 |
| Henry F. Collins       | drugi nawigator   |                   |                    |
| Thomas Terry           | bosman            |                   |                    |
| John Weekes            | cieśla            |                   |                    |
| John Gregory           | mechanik          |                   |                    |
| Samuel Brown           | bosmanmat         | Yorkshire         | 34                 |
| Thomas Watson          | pomocnik cieśli   | Yarmouth          | 40                 |

#### HMS „Terror”
| Nazwisko            | Funkcja           | Pochodzenie         | Wiek (w 1845 roku) |
| ------------------- | ----------------- | ------------------- | ------------------ |
| Francis Crozier     | kapitan           | Banbridge, Irlandia | 49                 |
| Edward Little       | porucznik         |                     |                    |
| George Hodgson      | porucznik         |                     |                    |
| John Irving         | porucznik         |                     |                    |
| Thomas Blanky       | lodomistrz        |                     |                    |
| John S. Peddie      | chirurg           |                     |                    |
| Frederick J. Hornby | mat               |                     |                    |
| Robert Thomas       | mat               |                     |                    |
| Alexander McDonald  | asystent chirurga |                     |                    |
| Gillies A. MacBean  | drugi nawigator   |                     |                    |
| Edward A.H. Helpman | intendent         |                     |                    |
| John Lane           | bosman            |                     |                    |
| Thomas Honey        | cieśla            |                     |                    |
| James Thompson      | mechanik          |                     |                    |
| Thomas Johnson      | bosmanmat         | Corbridge           | 28                 |
| Alexander Wilson    | pomocnik cieśli   | Lindisfarne         | 27                 |
| Thomas Armitage     | steward           | Chatham-Kent        | 38                 |

### Związki z Australią
Oprócz sir Johna Franklina, który był porucznikiem-gubernatorem Ziemi Van Diemena (Tasmanii), w skład załogi wchodziły dwie inne osoby związane z badaczami Australii, którzy również zginęli tragicznie. Komandor Henry Le Vesconte był kuzynem Williama Johna Willsa, współdowodzącego wyprawą z 1861 roku, która jako pierwsza przekroczyła kontynent australijski z południa na północ; Burke i Wills zginęli w drodze powrotnej. William Gibson, steward na HMS „Terror”, był starszym bratem Alfreda Gibsona, który zaginął w 1874 roku podczas wyprawy pod kierownictwem Ernesta Gilesa, mającej przekroczyć pustynie Australii Zachodniej ze wschodu na zachód, i został upamiętniony w nazwie Pustyni Gibsona. Do tych związków nawiązuje zapis w dzienniku Gilesa z 21 kwietnia 1873 roku:

Wspomniałem Gibsonowi podczas jazdy, że akurat przypada rocznica powrotu Burke’a i Willsa do składu nad Coopers’ Creek, a potem przytoczyłem mu, jako że nic o tym nie wiedział, trudności jakie przeżyli, ich rozpaczliwą walkę o byt i śmierć; i przy okazji wspomniałem, że pan Wills miał brata [tak w oryginale], który również stracił życie podczas wyprawy badawczej, wyruszając z sir Johnem Franklinem w 1845 roku. Gibson odparł: „O, miałem brata, który zginął z Franklinem na biegunie północnym i mój ojciec miał duże kłopoty, żeby uzyskać jego pensję od rządu”.

## Zaginięcie

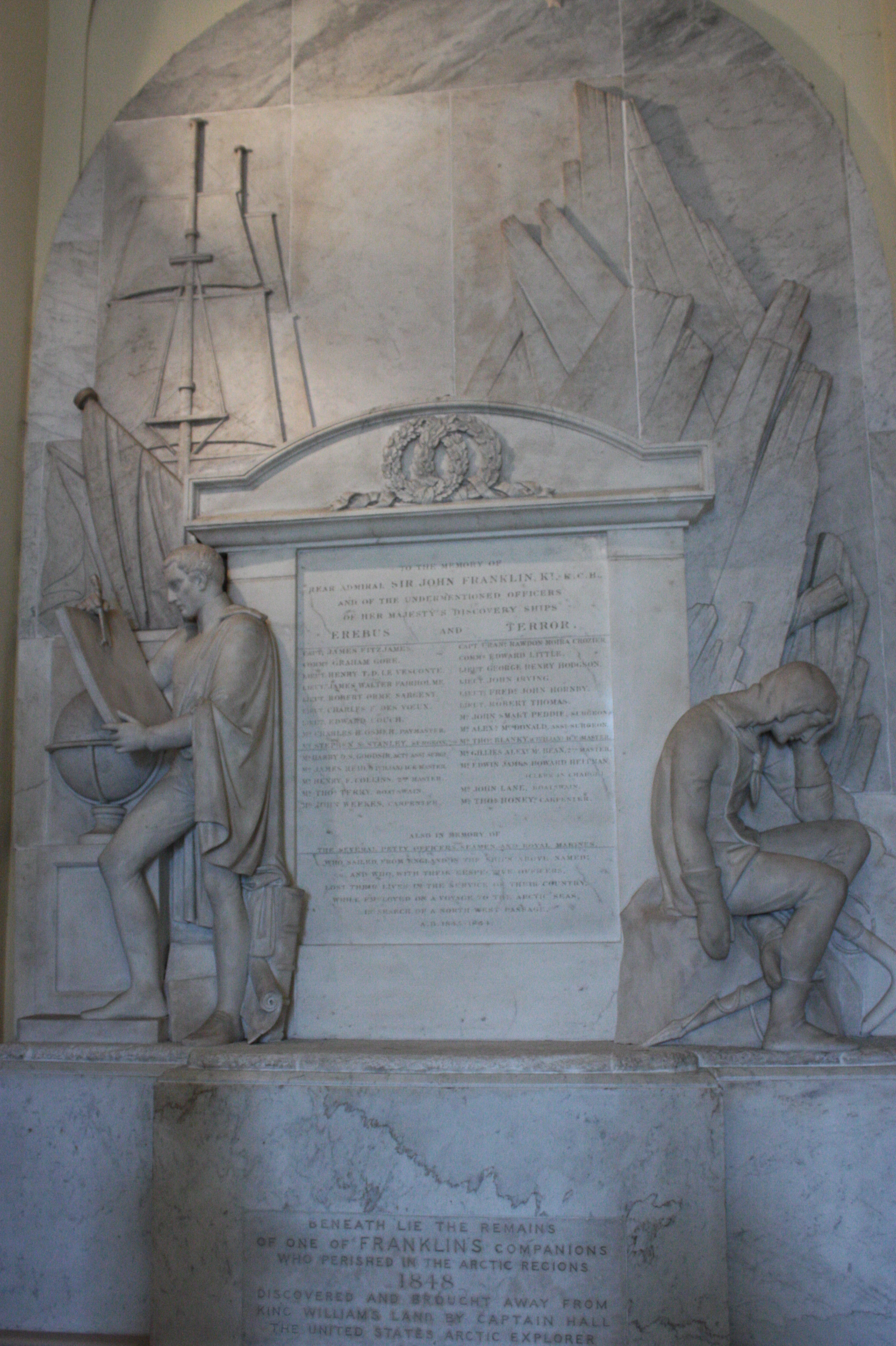
Epitafium ku czci wyprawy Franklina w kaplicy szkoły morskiej w Greenwich

Wyprawa wyruszyła rankiem 19 maja 1845 roku z Greenhithe w Anglii, z 24 oficerami i 110 członkami załogi. Okręty na krótko zatrzymały się w Stromness na Orkadach na północ od Szkocji, a stamtąd odpłynęły ku Grenlandii w asyście HMS „Rattler” i statku transportowego „Barretto Junior”.
Na wyspach Whalefish (duń. Kronprinsen Ejland) w zatoce Disko na zachodnim wybrzeżu Grenlandii, zarżnięto na mięso 10 wołów, ze statku transportowego przeniesiono zapasy na „Erebus” i „Terror”, a członkowie załogi napisali ostatnie listy do domu. Korespondencja informuje m.in., że Franklin zabronił przeklinania i pijaństwa. Przed wyruszeniem ze składu załogi wyłączono pięciu mężczyzn i odesłano ich do Anglii na pokładzie „Rattlera” i „Barretto Junior”, przez co załogi ostatecznie liczyły 129 ludzi. Inni Europejczycy po raz ostatni widzieli członków wyprawy w końcu lipca 1845 roku, kiedy to statki wielorybnicze „Prince of Wales” pod dowództwem kpt. Dannetta i „Enterprise” pod dowództwem kpt. Roberta Martina napotkały na Morzu Baffina „Terror” i „Erebusa”, oczekujące na dobrą pogodę, by przekroczyć Cieśninę Lancastera .
W ciągu następnych 150 lat, inne wyprawy, podróżnicy i naukowcy, poskładali fragmenty informacji o dalszych losach wyprawy. Ludzie Franklina spędzili zimę 1845–1846 na wyspie Beechey, gdzie trzech członków załogi zmarło i zostało pochowanych. Latem 1846 roku „Terror” i „Erebus” dotarły do wybrzeży Wyspy Króla Williama, gdzie we wrześniu utknęły w lodzie i uważa się, że już nigdy nie popłynęły dalej. Załoga spędziła na Wyspie Króla Williama zimy na przełomie lat 1846–1847 i 1847–1848. Według notatki z 25 kwietnia 1848, którą zostawili na wyspie Fitzjames i Crozier, Franklin zmarł 11 czerwca 1847 roku. Do kwietnia 1848 roku życie straciło poza nim także dziewięciu oficerów i piętnaście innych osób. Pozostali przy życiu planowali wyruszyć pieszo 26 kwietnia 1848 roku w stronę rzeki Back na kanadyjskim stałym lądzie. Większość jednak zmarła na wyspie, a jedynie trzydziestu do czterdziestu ludzi zdołało dotrzeć do północnego wybrzeża kontynentu, setki kilometrów od najbliższego przyczółka zachodniej cywilizacji, do którego nigdy się nie dostali .

## Wczesne poszukiwania
Brytyjska opinia publiczna była zaniepokojona po dwóch latach bez żadnej wiadomości od Franklina; lady Franklin, a także członkowie parlamentu i brytyjscy dziennikarze, zaapelowali do Admiralicji, aby wysłać grupę poszukiwawczą. Admiralicja opracowała trójetapowy plan poszukiwań wprowadzony w życie wiosną 1848 roku. Lądem, w dół rzeki Mackenzie w stronę arktycznego wybrzeża Kanady, wyruszyła ekspedycja pod kierownictwem sir Johna Richardsona i Johna Rae. Ruszyły także dwie wyprawy morskie, jedna weszła w wody Archipelagu Arktycznego przez Cieśninę Lancastera, a druga od strony Pacyfiku . Ponadto Admiralicja wyznaczyła nagrodę w wysokości 20 tys. funtów (1,843 mln £ według kursu z 2018 roku) „dla jakiejkolwiek grupy lub grup, z dowolnego kraju, która udzieli pomocy załogom okrętów badawczych pod dowództwem sir Johna Franklina”. Wyprawa Rossa została zatrzymana przez lód w Cieśninie Lancastera i prowadziła poszukiwania na saniach, wysyłając je na południe – w dobrym kierunku, ale nie dość daleko. Po porażce planu poszukiwawczego wzrosły obawy, lecz także zainteresowanie opinii publicznej Arktyką, aż „poszukiwanie Franklina stało się nie mniej niż krucjatą” . Popularne stały się ballady, takie jak „Lady Franklin’s Lament”, poświęcona poszukiwaniu zaginionego męża przez lady Franklin.

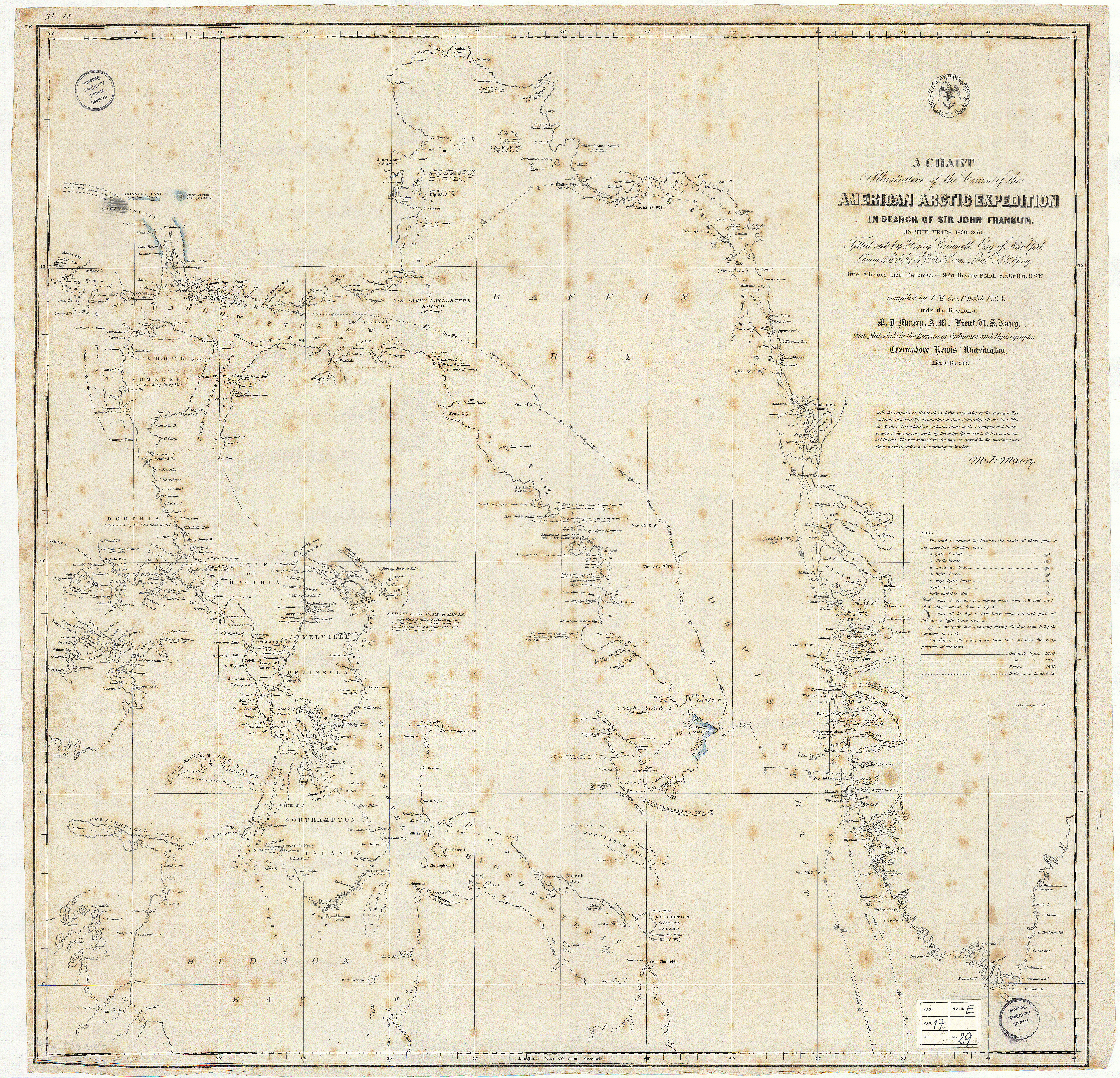
Mapa wypraw poszukiwawczych w latach 1850–1851

Wielu ochotników przyłączyło się do poszukiwań. W 1850 roku po wodach kanadyjskiej Arktyki pływało jedenaście brytyjskich okrętów i dwa amerykańskie. Kilka z nich spotkało się na wschodnim wybrzeżu wyspy Beechey, gdzie znaleziono pierwsze artefakty pozostawione przez wyprawę, w tym pozostałości obozu z zimy 1845–1846 i groby Johna Torringtona, Johna Hartnella i Williama Braine’a. Nie znaleziono natomiast żadnej wiadomości od Franklina. Wiosną 1851 roku pasażerowie i załogi kilku statków obserwowali ogromną górę lodową koło Nowej Fundlandii, która niosła dwa statki; nie zbadano ich jednak uważnie . Pojawiły się głosy, że mogły to być „Erebus” i „Terror”, ale obecnie wiadomo, że tak nie było; prawdopodobnie były to porzucone statki wielorybnicze.

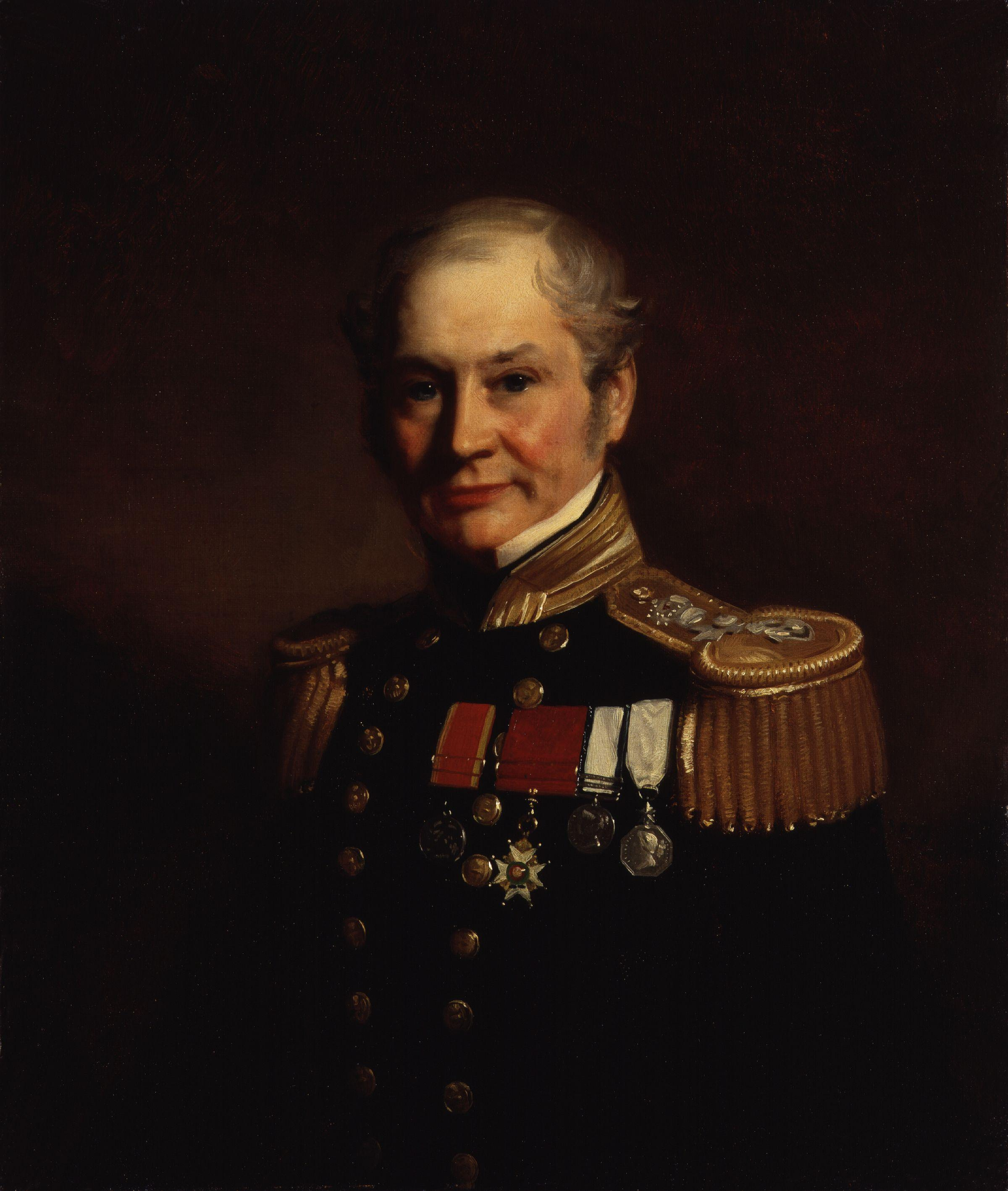
Edward Belcher

W 1852 roku Edward Belcher otrzymał dowództwo wyprawy w poszukiwaniu sir Johna Franklina. Była ona nieudana. Szczególnie nieszczęśliwa była niezdolność Belchera do zjednania sobie podwładnych w arktycznym rejsie; dowódca nie radził sobie także z dowodzeniem jednostkami wśród lodów. Cztery z pięciu statków (HMS „Resolute”, „Pioneer”, „Assistance” i „Intrepid”) zostały porzucone w paku lodowym, za co Belcher stanął przed sądem wojskowym, który go jednak uniewinnił. Jeden z tych statków, HMS „Resolute”, został później odzyskany w stanie nienaruszonym przez amerykańskich wielorybników i powrócił do Wielkiej Brytanii. Drewno ze statku zostało później wykorzystane do budowy trzech biurek, z których jedno, biurko Resolute, zostało podarowane przez królową Wiktorię prezydentowi USA Rutherfordowi B. Hayesowi; było ono następnie używane przez kilku prezydentów w Gabinecie Owalnym w Białym Domu.

## Poszukiwania lądowe

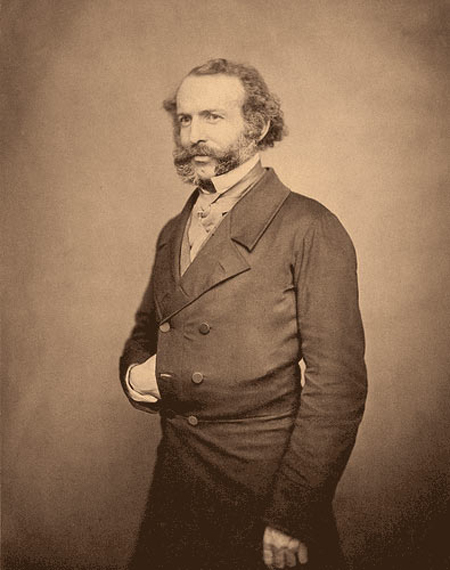
John Rae

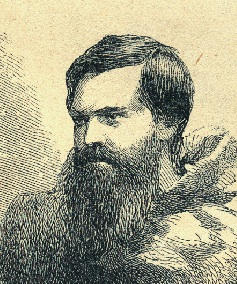
Charles Francis Hall

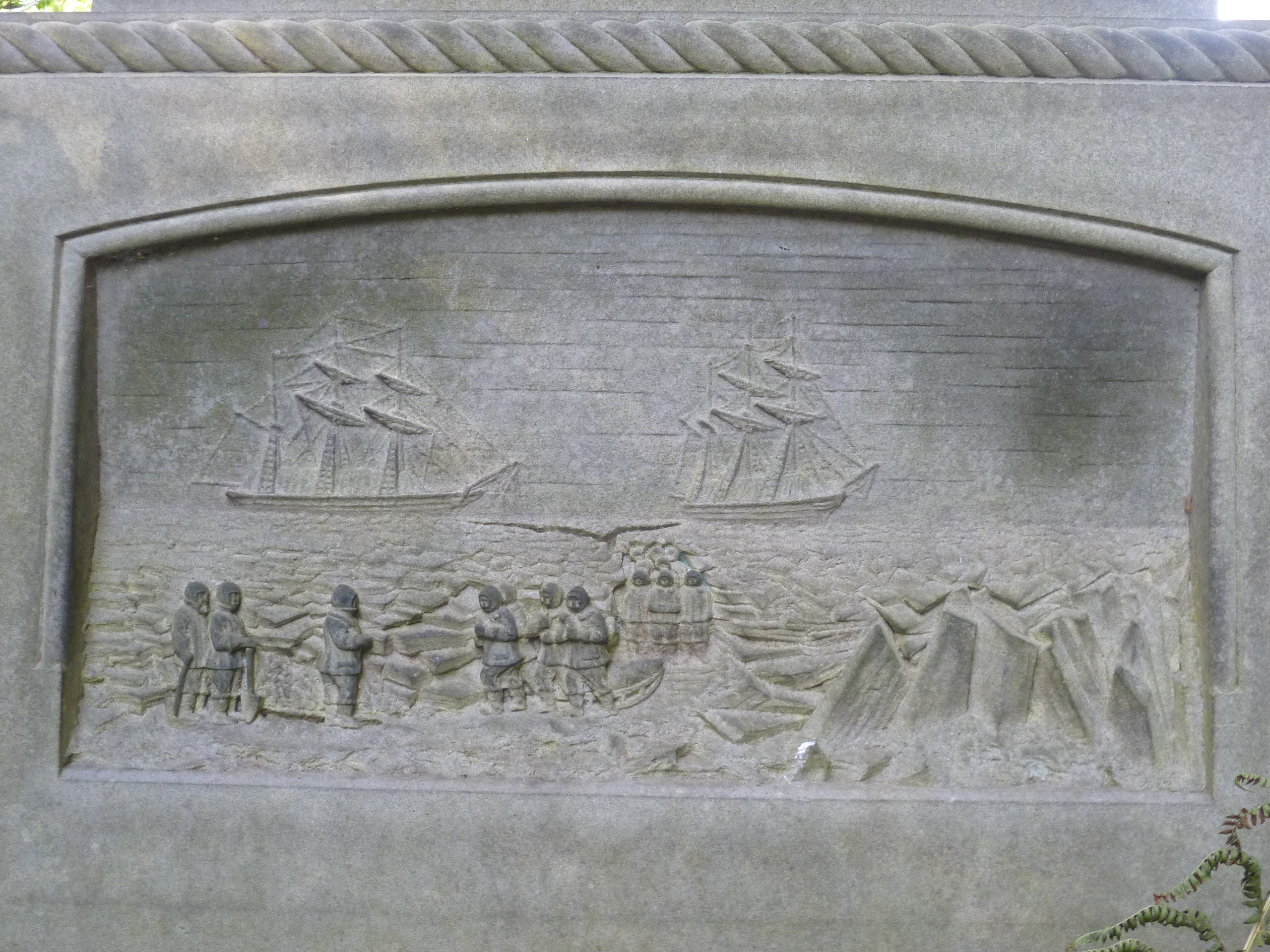
Nagrobek porucznika Johna Irvinga, którego ciało odnaleziono i pochowano w Edynburgu w 1881 roku

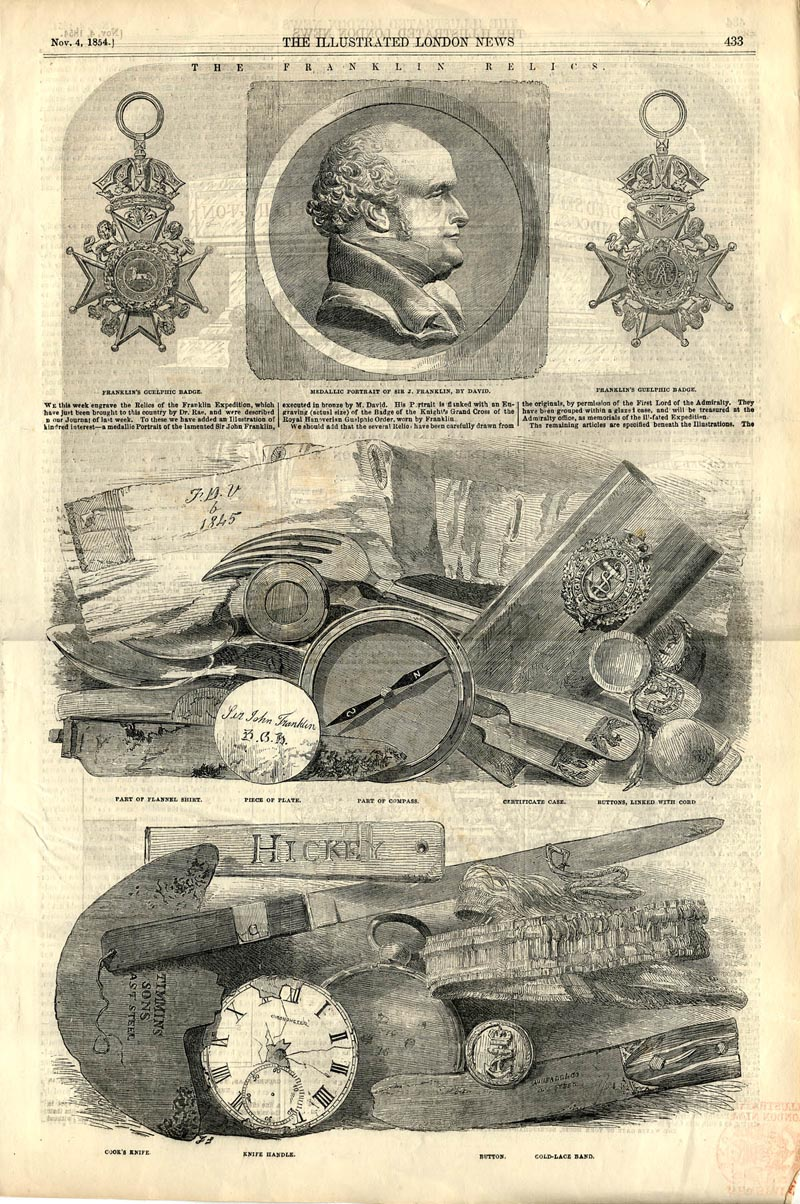
Pamiątki po wyprawie Franklina na rysunku w Illustrated London News, 1854 rok

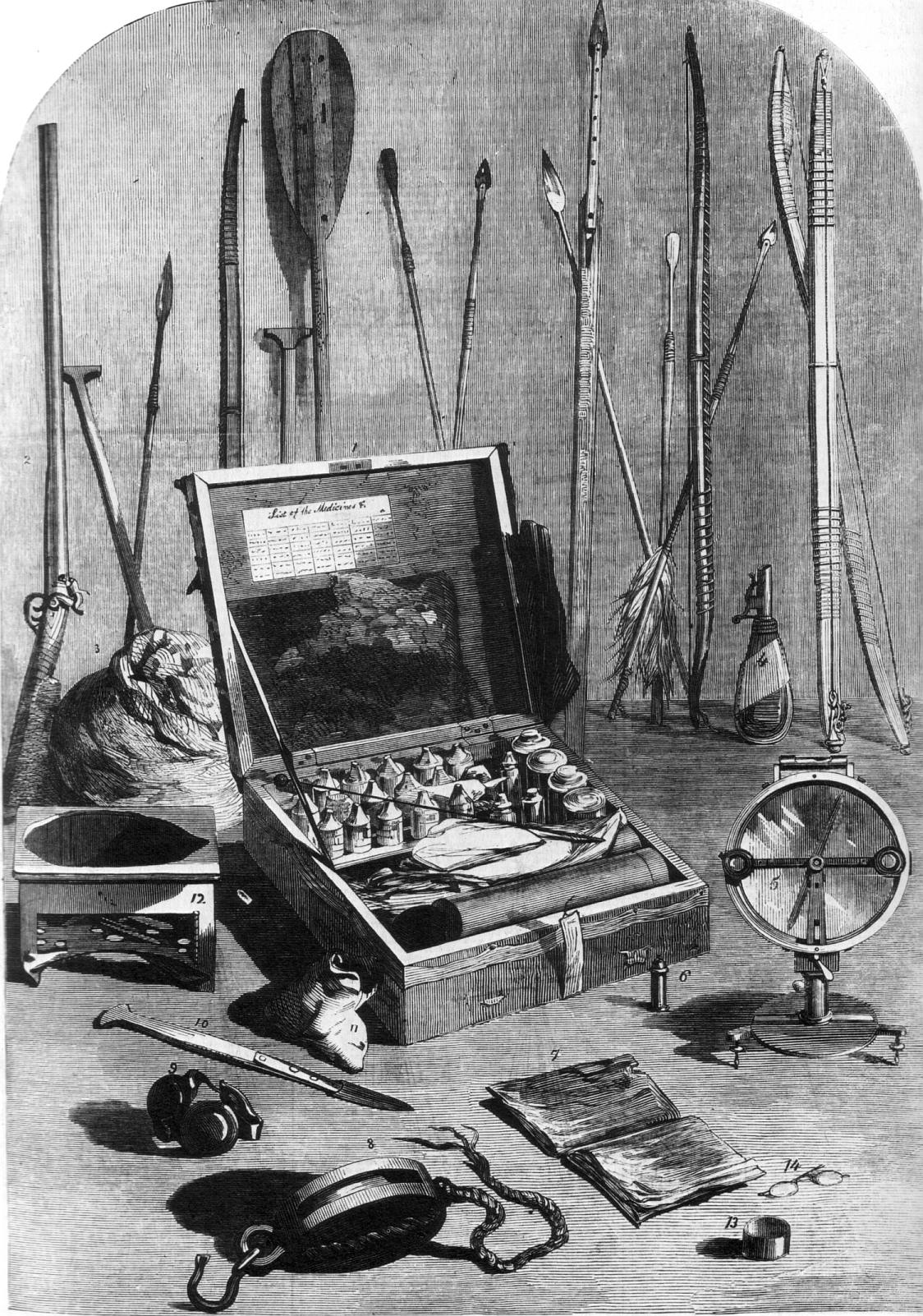
Artefakty z zaginionej ekspedycji znalezione przez McClintocka

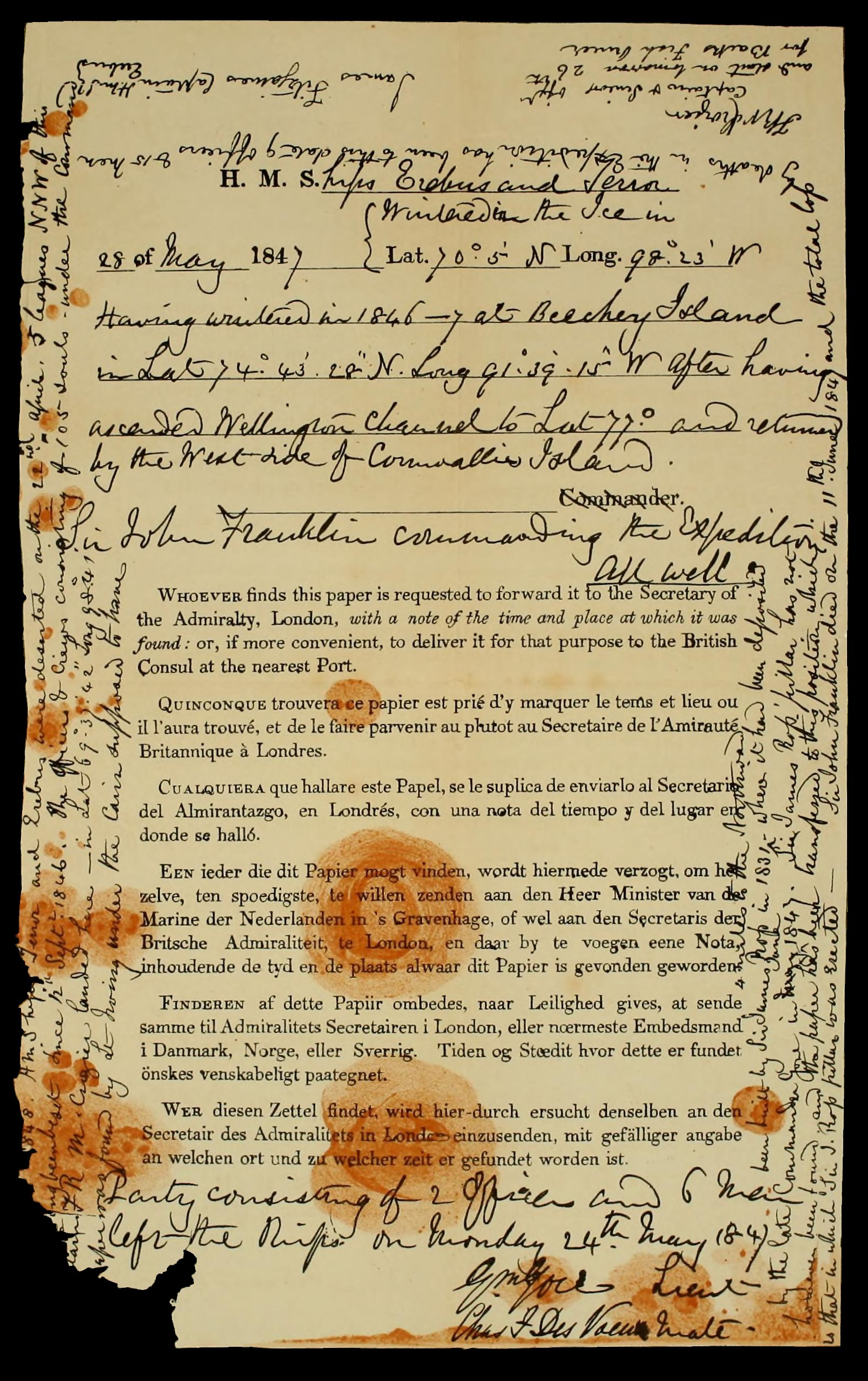
Notatka znaleziona przez McClintocka w maju 1859 roku w kopcu na południe od Back Bay, na Wyspie Króla Williama

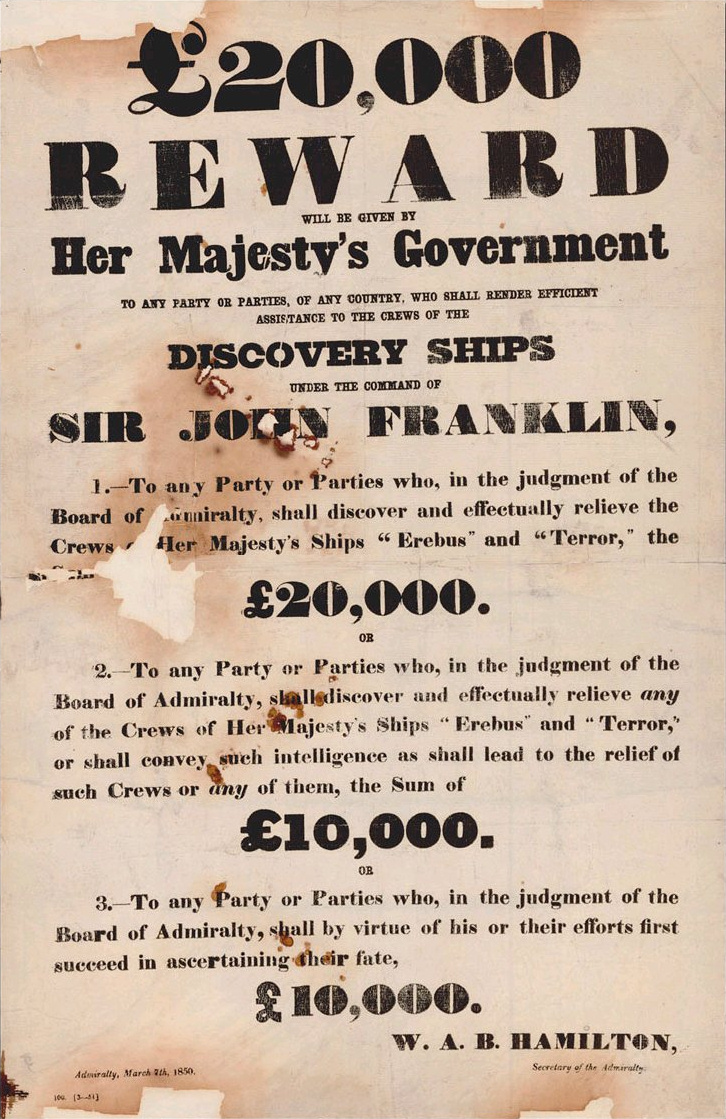
Plakat oferujący nagrodę za pomoc w znalezieniu wyprawy

Miejsca poszukiwań w Archipelagu Arktycznym

W 1854 roku John Rae zdobył świadectwa o losie wyprawy podczas zwiadu na półwyspie Boothia, prowadzonego dla Kompanii Zatoki Hudsona. 21 kwietnia 1854 w pobliżu Pelly Bay (obecnie Kugaaruk) Rae spotkał Inuitę, który powiedział mu o grupie od 35 do 40 białych ludzi, umierających z głodu w pobliżu ujścia rzeki Back. Inni Inuici potwierdzili tę opowieść, wraz ze szczegółami takimi jak kanibalizm wśród umierających marynarzy. Rae uzyskał od nich też wiele przedmiotów, w tym kilka srebrnych łyżek i widelców później zidentyfikowanych jako należące do Franklina, Fitzjamesa, Croziera i Roberta Osmera Sargenta, mata z „Erebusa”. Raport Rae został przekazany Admiralicji, która w październiku 1854 roku wezwała Kompanię Zatoki Hudsona do wysłania wyprawy w dół rzeki Back w poszukiwaniu śladów ekspedycji  .
James Anderson i James Stewart z Kompanii zdobyli dalsze wiadomości, podróżując łodzią na północ do ujścia rzeki Back. W lipcu 1855 roku Inuici opowiedzieli im o grupie qallunaat („biali” w Inuktitut), którzy pomarli z głodu na wybrzeżu . W sierpniu Anderson i Stewart znaleźli kawałek drewna z napisem „Erebus” i drugi z napisem „Mr. Stanley” (nazwisko chirurga z „Erebusa”) na wyspie Montreal w zatoce Chantrey Inlet, gdzie rzeka Back wpada do morza .
Pomimo odkryć Rae i Andersona, Admiralicja nie planowała kolejnej wyprawy poszukiwawczej. Wielka Brytania 31 marca 1854 roku oficjalnie uznała członków ekspedycji za zmarłych na służbie. Uwagę Royal Navy zaprzątała w tym czasie wojna krymska. Lady Franklin nie udało się przekonać rządu do sfinansowania nowych poszukiwań, ale osobiście sfinansowała jeszcze jedną wyprawę pod dowództwem Francisa Leopolda McClintocka. Szkuner „Fox”, kupiony dzięki zbiórce publicznej, wypłynął z Aberdeen 2 lipca 1857 roku. W kwietniu 1859 roku grupy poszukiwawcze na saniach ruszyły na badania na Wyspie Króla Williama. 5 maja grupa z porucznikiem Royal Navy Williamem Hobsonem na czele, znalazła dokument w kopcu pozostawionym przez Croziera i Fitzjamesa . Znajdowały się w nim dwie wiadomości. Pierwsza, z 28 maja 1847 roku, informowała, że „Erebus” i „Terror” przezimowały w lodzie u północno-zachodniego wybrzeża Wyspy Króla Williama, a wcześniej zimowały na wyspie Beechey po opłynięciu Wyspy Cornwallisa. „Sir John Franklin dowodzi wyprawą. Wszystko w porządku” – głosiła notatka. Ta notatka zawiera istotne błędy; w szczególności informuje, że ekspedycja zimowała na wyspie Beechey zimą 1846–1847, a nie 1845–1846 jak w rzeczywistości. Druga wiadomość, napisana na marginesach tego samego arkusza papieru, była znacznie gorsza. Z datą 25 kwietnia 1848 roku informowała, że „Erebus” i „Terror” były uwięzione w lodzie przez półtora roku i że załoga opuściła okręty 22 kwietnia. Zginęło dwudziestu czterech oficerów i członków załogi, w tym Franklin – 11 czerwca 1847, zaledwie dwa tygodnie po napisaniu pierwszej notatki. Dowódcą wyprawy został Crozier, 105 ocalałych planowało wyruszyć następnego dnia, kierując się na południe w kierunku rzeki Back.
Wyprawa McClintocka znalazła również ludzki szkielet na południowym wybrzeżu Wyspy Króla Williama. Nadal ubrany, posiadał trochę dokumentów, w tym patent marynarza dla starszego bosmana Henry’ego Peglara (ur. 1808), dowódcy bocianiego gniazda na HMS „Terror”. Jednak uniform należał do stewarda, zatem bardziej prawdopodobne, że było to ciało Thomasa Armitage’a, stewarda prochowni na „Terrorze” i towarzysza Peglara, którego dokumenty niósł . Wśród dokumentów znajdują się tajemnicze listy, których adresatów trudno jest zidentyfikować, napisane od tyłu (przypuszczalnie dla ukrycia treści przed innymi załogantami). Dające się odczytać fragmenty zawierają wspomnienia marynarza, ale też nawiązania do wydarzeń z wyprawy – w tym fragmenty wiersza napisanego na okoliczność pogrzebu, prawdopodobnie samego Franklina (brał on udział w bitwie pod wspomnianym tam Trafalgarem). W innym miejscu na zachodnim skraju wyspy, Hobson odkrył łódź ratunkową, zawierającą dwa szkielety i różne artefakty. W łodzi znajdowało się wiele porzuconych przedmiotów, w tym buty, jedwabne chustki do nosa, pachnące mydło, gąbki, kapcie, grzebienie do włosów i liczne książki, wśród nich kopia powieści Pleban z Wakefieldu. McClintock także zdobył wiadomości od Inuitów o dramatycznym końcu wyprawy .
Charles Francis Hall poprowadził dwie wyprawy między 1860 i 1869 rokiem. Hall mieszkał wśród Inuitów w pobliżu Zatoki Frobishera na Ziemi Baffina, a później w Repulse Bay na kontynencie; na południowym wybrzeżu Wyspy Króla Williama znalazł obozowiska, groby i artefakty, i był zdania, że wśród Inuitów nie znajdzie się żaden ocalały z wyprawy Franklina. W 1869 roku lokalni Inuici pokazali mu płytki grób na Wyspie Króla Williama, zawierający dobrze zachowane szczątki kostne i fragmenty odzieży. Szczątki zostały przewiezione do Anglii i pochowane pod pomnikiem Franklina w Greenwich Old Royal Naval College w Londynie. Biolog Thomas Henry Huxley badał szczątki i doszedł do wniosku, że należały do H.T.D. Le Vesconte’a, porucznika z HMS „Erebus”. Analizy z 2009 roku zasugerowały, że był to jednak Harry Goodsir, asystent chirurga na „Erebusie”. Choć Hall doszedł do wniosku, że wszyscy członkowie wyprawy Franklina nie żyją, uważał, że znalezione zostaną dokumenty wyprawy, ukryte gdzieś pod kamiennym kopcem . Przy współudziale przewodników Ebierbinga i Tookoolito, Hall zebrał setki stron opowieści Inuitów. Wśród tych materiałów są opisy odwiedzin porzuconych okrętów Franklina i spotkania z grupą białych mężczyzn na południowym wybrzeżu Wyspy Króla Williama w pobliżu Washington Bay. W latach 90. XX wieku te zeznania zostały szczegółowo zbadane przez Davida C. Woodmana i stały się podstawą dwóch książek, Unravelling the Franklin Mystery (1992) i Strangers Among Us (1995), w których rekonstruuje ostatnie miesiące wyprawy  .
W nadziei znalezienia nieznanych dokumentów, porucznik Frederick Schwatka z Armii Stanów Zjednoczonych zorganizował w latach 1878–1880 ekspedycję na Wyspę Króla Williama. Schwatka zebrał drużynę, obejmującą Inuitę, który pomagał Hallowi, wyprawił się do Zatoki Hudsona na szkunerze „Eothen” i ruszył dalej na północ pieszo i z pomocą psich zaprzęgów. Przepytywał Inuitów, odwiedzał znane lub możliwe miejsca pobytu ludzi Franklina i przezimował na wyspie. Chociaż Schwatka nie odnalazł dokumentów, w swoim przemówieniu na kolacji, zorganizowanej na jego cześć przez Amerykańskie Towarzystwo Geograficzne w 1880 roku, podkreślił, że jego wyprawa ma na koncie „najdłuższą podróż saniami w historii, zarówno pod względem czasu, jak i odległości”  – trwała 11 miesięcy i 4 dni, a przebyła 4360 km. Była to pierwsza arktyczna wyprawa, w której biali ludzie polegali wyłącznie na diecie Inuitów, i pozwoliła stwierdzić, że ponad wszelką rozsądną wątpliwość ewentualne dokumenty wyprawy Franklina zostały utracone . Wyprawa Schwatki nie znalazła żadnych śladów ludzi Franklina na południe od miejsca, znanego jako Zatoka Głodu na półwyspie Adelaide. Miejsce znajdowało się daleko na północ od celu Croziera, rzeki Back, kilkaset kilometrów od najbliższego przyczółka zachodniej cywilizacji nad Wielkim Jeziorem Niewolniczym. Woodman opisał informacje Inuitów, że między 1852 i 1858 rokiem Crozier i jeszcze jeden uczestnik wyprawy byli widziani w okolicy Baker Lake, około 400 km dalej na południe, gdzie w 1948 roku Farley Mowat znalazł „bardzo stary kopiec, nie normalnej eskimoskiej budowy”, w którym znajdowały się resztki drewnianego pudełka ze złączami typu jaskółczego ogona.

## Dziewiętnastowieczne wyprawy poszukiwawcze
1848
- Od wschodu: James Clark Ross (HMS „Enterprise”, HMS „Investigator”), z powodu zalodzenia dotarł tylko do wyspy Somerset[30][58].
- Centrum: ekspedycja Rae i Richardsona, rzeką Mackenzie i wzdłuż wybrzeża[59][60].
- Od zachodu: HMS „Plover”, HMS „Herald” do cieśniny Beringa[31]; William Pullen osiągnął ujście Mackenzie łodzią wielorybniczą.

1850
- Od zachodu: Richard Collinson (HMS „Enterprise”), Robert McClure (HMS „Investigator”) do cieśniny Beringa. McClure’a koło Wyspy Banksa zatrzymał lód i po dwóch zimach „Investigator” został opuszczony, załoga wyruszyła na wschód ku statkom ekspedycji Belchera, stając się pierwszymi Europejczykami, którzy przebyli Przejście Północno-Zachodnie. Collinson dopłynął do Coronation Bay, dalej na wschód niż jakikolwiek inny statek[31][61].
- Od wschodu: Horatio Austin (HMS „Resolute”), Erasmus Ommanney (HMS „Assistance”) i 2 statki parowe, „Pioneer” (kpt. Sherard Osborn) i „Intrepid” (kpt. John Bertie Cator). Ommanney znalazł obóz Franklina na wyspie Beechey. Cztery statki Austina spotkały się wokół wyspy z niżej wymienionymi, zostały uwięzione przez lód i wiosną wysłały sanie we wszystkich kierunkach. Do zimy 1851 roku opuściły Arktykę[31][35][62].
- Od wschodu: Charles Forsyth („Prince Albert”), finansowany przez lady Franklin; wycofał się z poszukiwań[63].
- Od wschodu: William Penny („Lady Franklin” i „Sophia”)[64].
- Od wschodu: John Ross (szkuner „Felix”)[64].
- Od wschodu: Edwin de Haven (USS „Rescue”, USS „Advance”), pierwsza ekspedycja sfinansowana przez Grinnella[65][66].

1851
- William Kennedy („Prince Albert”) dociera do cieśniny Bellotta, udowadniając, że wyspa Somerset jest wyspą[67].

1852
- Edward Augustus Inglefield (HMS „Phoenix”), w północnej części Morza Baffina[68].
- Edward Belcher, pięć statków: HMS „Assistance” (Belcher), HMS „Resolute” (Henry Kellet), „Pioneer” (Sherard Osbourne), „Intrepid” (Francis Leopold McClintock) i statek pomocniczy HMS „North Star” (William Pullen); przeprowadzono wiele poszukiwań na saniach, uratowano załogę HMS „Investigator”; wszystkie statki wmarzły w lód i zostały opuszczone, z wyjątkiem „North Star”. Dołączyły do nich statki zaopatrzenia „Breadalbane”, który został zgnieciony przez lód i HMS „Phoenix”, który w 1854 roku wraz z „North Star” przejął załogi innych statków, w tym „Investigatora” McClure’a[40][69][70].
- Elisha Kane prowadził drugą wyprawę Grinnella[66].
- Wyprawa łodziami do Kanału Wellingtona pod dowództwem R. M’Cormicka (HMB „Forlorn Hope”)[71].

1854
- John Rae zdobył od Inuitów informacje o losach załogi Franklina[7] [42] .

1855
- Anderson i Stewart spłynęli rzeką Back i znaleźli ślady wyprawy w zatoce Chantrey Inlet[45][70].

1859
- McClintock znalazł artefakty na Wyspie Króla Williama, w tym łódź na płozach, zawierającą dwa trupy[17] [44][72].

1869
- Charles Francis Hall prowadził poszukiwania na Wyspie Króla Williama[73].

1875
- Allen Young został zatrzymany przez lód w Peel Sound[74].

1878
- Frederick Schwatka prowadził poszukiwania na Wyspie Króla Williama[54] [75].

## Nowoczesne wyprawy

### Badania archeologiczne na Wyspie Króla Williama (1981–1982)
W czerwcu 1981 roku Owen Beattie, profesor antropologii z Uniwersytetu Alberty, wraz z zespołem badaczy i asystentów przyjechał z Edmonton na Wyspę Króla Williama, przemierzając zachodnie wybrzeże wyspy śladami ludzi Franklina sprzed 132 lat. Wyprawa miała na celu znaleźć przedmioty i szczątki, które mogłaby zbadać nowoczesnymi metodami kryminalistycznymi, w celu ustalenia personaliów i przyczyn śmierci 129 zaginionych . Zespół znalazł artefakty archeologiczne, pozostawione przez XIX-wiecznych Europejczyków i drobne szczątki ludzkie, jednak mniej niż oczekiwano. Badania kości ludzi Franklina wykazały obecność wgłębień i złuszczeń, często spotykanych w przypadkach niedoboru witaminy C, przyczyny szkorbutu. Po powrocie do Edmonton Beattie porównał notatki z Jamesem Savelle, archeologiem Arktyki, i zauważył ślady wskazujące na kanibalizm . Analizy laboratoryjne próbek kości w laboratorium w Albercie wykazały nieoczekiwanie wysoki poziom ołowiu w kościach marynarzy, 226 ppm (części na milion), dziesięciokrotnie wyższy niż w próbce kontrolnej pobranej z kości Inuitów z tego samego regionu geograficznego (26–36 ppm).
W czerwcu 1982 roku zespół składający się z Beattie i trzech studentów (byli to Walt Kowall, Arne Carlson i Arsien Tungilik) został przetransportowany na zachodnie wybrzeże Wyspy Króla Williama, podążając śladami McClintocka z 1859 roku i Schwatki z przełomu 1878–1879. Podczas tej wyprawy w pobliżu łodzi odkrytej przez McClintocka znaleziono szczątki od sześciu do czternastu mężczyzn i artefakty, w tym podeszwę buta z kolcami dorobionymi dla lepszej przyczepności .

### Wykopaliska i ekshumacje na wyspie Beechey (1984–1986)
Po powrocie do Edmonton w 1982 roku, Beattie próbował znaleźć przyczynę wysokiej zawartości ołowiu stwierdzonej w badaniach z 1981 roku. Możliwymi przyczynami był ołowiany lut, jakim zamknięto konserwy, folia ołowiowa, którą były zamknięte inne pojemniki na żywność, barwniki spożywcze, wyroby tytoniowe, pewterowe naczynia, oraz knoty świec. Badacz doszedł do wniosku, że efekty szkorbutu w połączeniu z zatruciem ołowiem, mogły być śmiertelne dla załogi Franklina. Jednak jako że zawartość ołowiu w kościach może być wynikiem jego kumulowania się przez całe życie, a nie w trakcie jednej wyprawy, hipoteza mogła być sprawdzona tylko poprzez badanie kryminologiczne zachowanych tkanek miękkich. Beattie zdecydował się zbadać groby marynarzy pochowanych na wyspie Beechey.

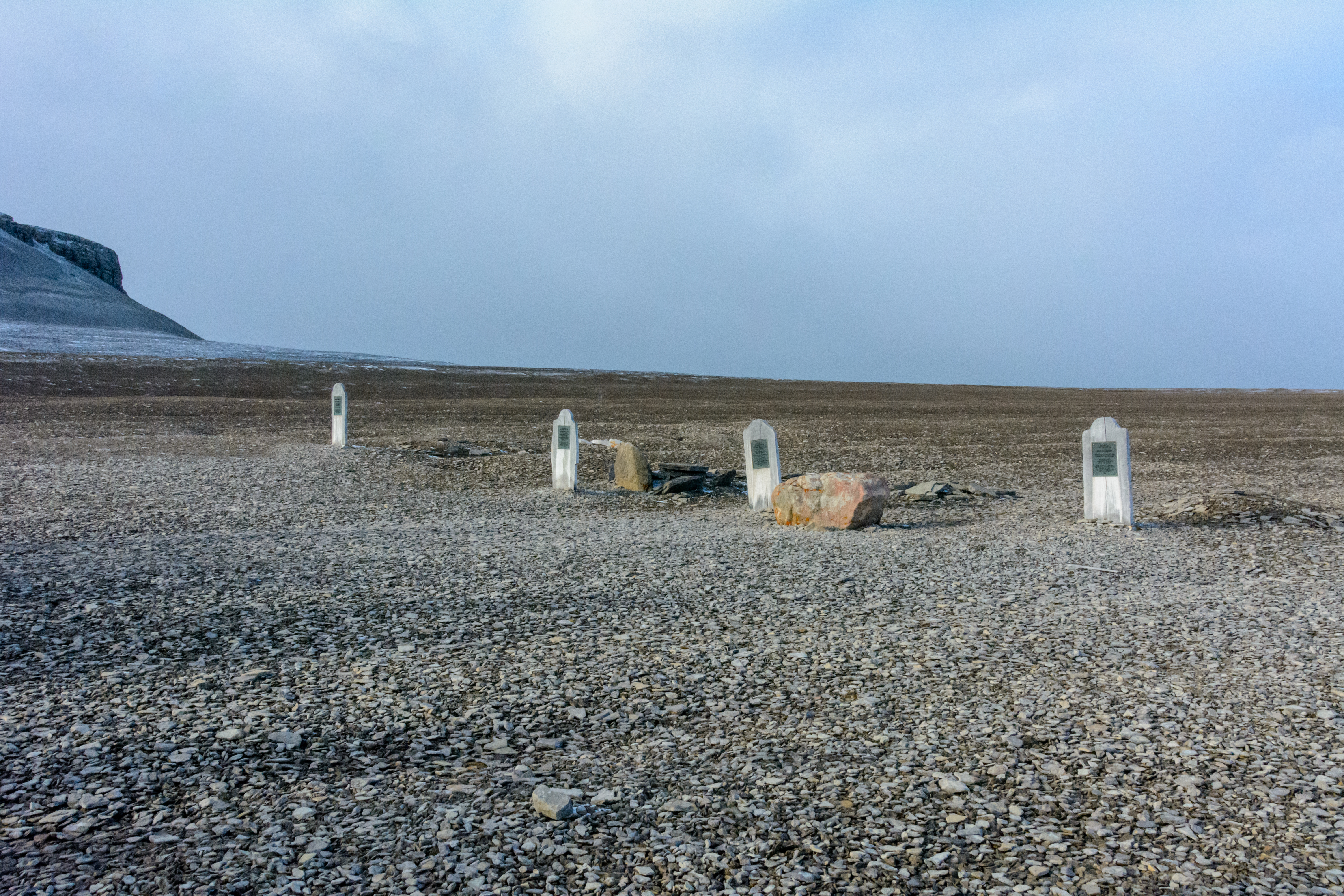
Groby na wyspie Beechey w 2015 roku

Po uzyskaniu zgody prawnej zespół Beattie odwiedził wyspę Beechey w sierpniu 1984 roku, aby przeprowadzić autopsje trzech pochowanych tam członków załogi. Zaczęli od pierwszego zmarłego członka załogi, palacza Johna Torringtona. Po zakończeniu autopsji Torringtona, ekshumacji i krótkiej analizie ciała Johna Hartnella, zespół, pod presją czasu i zagrożony przez pogodę, wrócił do Edmonton z próbkami tkanki i kości. Analiza pierwiastków śladowych w tkankach Torringtona wykazała, że „musiał doświadczać poważnych problemów psychicznych i fizycznych spowodowanych zatruciem ołowiem”. Chociaż sekcja zwłok wykazała, że zapalenie płuc było główną przyczyną śmierci marynarza, zatrucie ołowiem zostało uznane za istotny czynnik.
Podczas ekspedycji zespół odwiedził miejsce oddalone o około kilometr na północ od miejsca pochówku, aby zbadać fragmenty setek puszek porzuconych przez ludzi Franklina. Beattie zauważył, że były one niewłaściwie zalutowane ołowiem, który prawdopodobnie miał bezpośredni kontakt z żywnością. Publikacja wyników ekspedycji z 1984 roku i zdjęcie zwłok Torringtona, które dobrze zachowały się przez 138 lat spoczynku w wiecznej zmarzlinie w tundrze, przyczyniły się do ponownego zainteresowania mediów i opinii publicznej zaginioną ekspedycją Franklina.
Późniejsze badania sugerują, że innym potencjalnym źródłem ołowiu mogły nie być konserwy, a systemy obiegu słodkiej wody zainstalowane na okrętach. K.T.H. Farrer argumentował, że „to niemożliwe, żeby ktoś mógł przyjąć z puszkowanego jedzenia dawkę ołowiu, 3,3 mg dziennie przez osiem miesięcy, konieczną do podniesienia PbB do poziomu 80 μg/dl, przy którym objawy zatrucia ołowiem pojawiają się u osób dorosłych, a teza, że ołów w kościach dorosłych może być „utopiony” w ołowiu spożywanym przez okres kilku miesięcy, a nawet trzech lat, wydaje się trudno akceptowalna”. Ponadto puszkowana żywność była w tym okresie w powszechnym użyciu w Royal Navy, a jej spożycie nie doprowadziło do znaczącego wzrostu przypadków zatrucia ołowiem w innych miejscach. Okręty tej ekspedycji były natomiast wyposażone w przerobione silniki lokomotyw parowych służące jako napęd pomocniczy, które wymagały do pracy około tony czystej wody na godzinę. Jest wysoce prawdopodobne, że właśnie z tego powodu okręty zostały wyposażone w unikalny system destylacji wody, który musiał powodować, biorąc pod uwagę używane wówczas materiały, że woda miała bardzo wysoką zawartość ołowiu. William Battersby argumentował, że jest to znacznie bardziej prawdopodobna przyczyna wysokiego poziomu ołowiu w szczątkach członków ekspedycji, niż konserwy.
Kolejne badania grobów zostały podjęte w 1986 roku i sfilmowane przez ekipę programu Nova, co pokazano później w telewizyjnym filmie Buried in Ice z 1988 roku. Radiolog i lekarz medycyny Derek Notman z Uniwersytetu Minnesoty oraz technik radiologii, Larry Anderson, wykonali w trudnych warunkach terenowych liczne zdjęcia rentgenowskie szczątków członków załogi przed autopsją. W badaniach pomagali specjalistka od arktycznej odzieży ochronnej Barbara Schweger i patolog Roger Amy.
Beattie i jego zespół zauważyli, że ktoś inny próbował już ekshumować Hartnella. Kilof uszkodził drewnianą pokrywę trumny i brakowało na niej tabliczki. Badania dokumentacji w Edmonton wykazały później, że sir Edward Belcher, dowódca jednej z wypraw w poszukiwaniu Franklina, nakazał ekshumację Hartnella w październiku 1852 roku, ale wysiłki zniweczyła wieczna zmarzlina. Miesiąc później Edward A. Inglefield, dowódca kolejnej ekspedycji, dokończył ekshumację i usunął tabliczkę z trumny. W przeciwieństwie do grobu Hartnella, grób szeregowca Williama Braine’a był w dużej mierze nienaruszony. Po ekshumacji zespół zauważył, że pochówek był pośpieszny. Ramiona, ciało i głowa zmarłego były niestarannie ułożone w trumnie, a jeden z jego podkoszulków był włożony tył na przód. Trumna była za mała, pokrywa przyciskała nos zmarłego. Wieko trumny zdobiła duża miedziana tablica z jego imieniem i innymi danymi osobistymi.

### Wykopaliska w NgLj-2 (1992)
W 1992 roku zespół archeologów i antropologów sądowych zidentyfikował miejsce oznaczone „NgLj-2” na zachodnim wybrzeżu Wyspy Króla Williama. Miejsce odpowiada opisowi miejsca znalezienia łodzi przez wyprawę McClintocka. Wykopaliska pozwoliły odkryć prawie 400 kości i ich fragmentów oraz artefakty, od kawałków glinianych fajek po guziki i mosiężne okucia. Badania tych kości przez Anne Keenleyside, kryminolożkę ekspedycji, wykazały podwyższony poziom ołowiu i wiele nacięć „odpowiadających odcinaniu mięsa”. Na podstawie tych badań ogólnie zaakceptowano, że przynajmniej niektóre grupy ludzi Franklina w ostateczności uciekły się do kanibalizmu. Badanie opublikowane w „International Journal of Osteoarchaeology” wykazało, że oprócz śladów odcinania mięsa, 35 kości miało oznaki pękania i wygładzania o garnek, które występują, gdy końcówki kości gotowanych we wrzącej wodzie ocierają się o garnek, w którym są umieszczane, co zwykle występuje w końcowym stadium kanibalizmu, kiedy wygłodzeni ludzie wydobywają szpik kostny, aby uzyskać ostatnie dostępne resztki wartości odżywczych.

### Poszukiwania wraków (1992–1993)
W 1992 roku David C. Woodman, autor książek o wyprawie wraz ze specjalistą od magnetometrii, Bradem Nelsonem, zorganizował „Project Ootjoolik”, aby odnaleźć wrak, który według Inuitów spoczywał w wodach w pobliżu półwyspu Adelaide. W poszukiwaniach wykorzystane były samoloty National Research Council i Kanadyjskich Sił Zbrojnych, wyposażone w czułe magnetometry; z wysokości ok. 60 m przebadany został duży obszar na zachód od Grant Point. Zidentyfikowano ponad 60 wyraźnych anomalii magnetycznych, z których pięć uznano za mające cechy najbardziej zbliżone do oczekiwanych od okrętów Franklina.
W 1993 roku dr Joe McInnis i Woodman zorganizowali próbę zidentyfikowania priorytetowych celów z poprzedniego roku. Wyczarterowany samolot lądował na lodzie w trzech miejscach, wywiercono otwory w lodzie i spuszczono przez nie mały sonar sektorowy. Jednak ze względu na warunki pogodowe i niepewną nawigację, nie udało się dokładnie określić położenia otworów i nic nie znaleziono, chociaż stwierdzono, że woda ma ponad 20 m głębokości, co było obiecujące dla dalszych poszukiwań.

### Wyspa Króla Williama (1994–1995)
W 1994 roku Woodman zorganizował i poprowadził badania terenowe od Richard Collinson Inlet do (współczesnego) Victory Point w poszukiwaniu zakopanych „skrytek”, o których wspominał inuicki myśliwy Supunger. Dziesięcioosobowy zespół spędził dziesięć dni na poszukiwaniach, sponsorowanych przez Royal Canadian Geographical Society, nie znalazł jednak śladu skrytek.
W 1995 roku wspólną ekspedycję zorganizowali Woodman, George Hobson i amerykański poszukiwacz przygód Steven Trafton – każdy z nich planował osobne poszukiwania. Grupa Traftona udała się na Wyspy Clarence, by zbadać historie Inuitów o „kopcu białego człowieka”, ale nie dotarła do celu przez lód. Grupa dr. Hobsona, w towarzystwie archeolog Margaret Bertulli, badała obóz znajdujący się kilka kilometrów na południe od Cape Felix, gdzie znaleziono kilka pomniejszych artefaktów. Woodman, wraz z dwoma towarzyszami, udał się na południe od Wall Bay do Victory Point i zbadał wszystkie prawdopodobne miejsca obozowania wzdłuż tego wybrzeża, znajdując tylko zardzewiałe puszki na wcześniej nieznanym obozowisku w pobliżu Cape Maria Louisa.

### Poszukiwania wraków (1997–2013)
W 1997 roku kanadyjska firma filmowa Eco-Nova zorganizowała wyprawę „Franklin 150”, aby przy użyciu sonaru zbadać większą liczbę lokalnych anomalii magnetycznych stwierdzonych w 1992 roku. W wyprawie uczestniczyli archeolodzy Robert Grenier i Margaret Bertulli, a Woodman ponownie był historykiem wyprawy i koordynatorem poszukiwań. Badania prowadzono z lodołamacza kanadyjskiej straży przybrzeżnej „Sir Wilfrid Laurier”. Przebadano około 40 kilometrów kwadratowych w pobliżu Kirkwall Island, bez rezultatu. Kiedy grupy zwiadowcze odnalazły na plażach wysepek na północ od wyspy O’Reilly fragmenty blachy miedzianej i drewna, które mogły być pozostałościami zaginionej wyprawy, poszukiwania zostały przekierowane do tego obszaru, ale niesprzyjające warunki pogodowe uniemożliwiły intensywne prace przed zakończeniem wyprawy. Eco-Nova nagrała na temat tej ekspedycji odcinek serialu dokumentalnego Oceans of Mystery pt. Search for the Lost Fleet.
Woodman zorganizował jeszcze trzy ekspedycje kontynuując badania magnetometryczne możliwych miejsc spoczynku wraków: prywatnie sponsorowaną wyprawę w 2001 roku oraz irlandzko-kanadyjskie wyprawy poszukiwawcze w 2002 i 2004 roku. Wykorzystały one magnetometry przenoszone na saniach, pracujące na lodzie morskim i dokończyły przerwane badania w północnym obszarze (2001, okolice Kirkwall Island) oraz w całym obszarze południowym (okolice wyspy O’Reilly, 2002 i 2004). Wszystkie anomalie magnetyczne o wysokim priorytecie zostały zidentyfikowane przez sonar jako formacje geologiczne. W 2002 i 2004 roku, na małej wysepce na północny wschód od wyspy O’Reilly, znaleziono małe artefakty i miejsca usytuowania namiotów.
W sierpniu 2008 roku pierwsze poszukiwania zorganizowała agencja Parks Canada, prowadził je archeolog Robert Grenier. W badaniach uczestniczył również inuicki historyk Louis Kamookak z Gjoa Haven, którego badania historii mówionej pomogły we wskazaniu celów.
25 lipca 2010 roku w płytkiej wodzie w zatoce Mercy Bay u północnego wybrzeża Wyspy Banksa został znaleziony wrak, zidentyfikowany jako HMS „Investigator”. Okręt ten został uwięziony przez lód w 1853 roku, w trakcie poszukiwań ekspedycji Franklina, a następnie został porzucony przez załogę. Zespół Parks Canada poinformował, że jest w dobrym stanie, spoczywa prosto na głębokości około 11 metrów.
W 2011, 2012 i 2013 roku Parks Canada prowadziła kolejne poszukiwania.

### Odnalezienie wraków (2014, 2016)
1 września 2014 roku większa kanadyjska wyprawa do Cieśniny Wiktorii znalazła dwa przedmioty na Hat Island w Zatoce Królowej Maud w pobliżu Wyspy Króla Williama – drewniany obiekt, prawdopodobnie zatyczkę kluzy łańcucha kotwicznego, przez który przechodziła do znajdującego się poniżej schowka; a także część żurawika do wodowania łodzi ratunkowych, oznaczonego dwoma szerokimi grotami strzał Royal Navy.
Ekspedycja ogłosiła, że w dniu 7 września 2014 roku zlokalizowała jeden z dwóch okrętów Franklina. Okręt jest zachowany w bardzo dobrym stanie, obraz z sonaru bocznego ukazywał nawet deski pokładowe. Wrak leży na dnie wschodniej części Zatoki Królowej Maud, na północny wschód od wyspy O’Reilly w Zatoce Wilmot i Crampton. 1 października na posiedzeniu Izby Gmin premier Stephen Harper potwierdził, że jest to wrak HMS „Erebus”. Wrak Erebusa spoczywa na głębokości 11 metrów i znajduje się znacznie dalej na południe, niż ostatnia znana pozycja (u wejścia do Cieśniny Wiktorii), w związku z czym pojawiła się hipoteza, że marynarze mogli powrócić na okręt w desperackiej próbie przebicia się na południe.
11 września 2016 ekspedycja Arctic Research Foundation poinformowała o znalezieniu wraku HMS „Terror”, zachowanego w doskonałym stanie, na głębokości 24 m w zatoce Wyspy Króla Williama, nazwanej wcześniej Terror Bay (68°54′13″N 98°56′18″W/68,903611 -98,938333). Nazwa zatoki pochodzi od okrętu, ale została nadana w 1910 roku, kiedy nie przypuszczano, że może on właśnie tam spoczywać. Kluczowe dla jego odnalezienia okazały się doniesienia Inuity Sammy’ego Kogvika, który sześć lat wcześniej widział obiekt wystający z wód zatoki – przypuszczalnie maszt. Długo podejrzewano, że po porzuceniu na północy Cieśniny Wiktorii „Terror” został zmiażdżony przez lód, ale wrak spoczywa 96 km dalej na południe niż miejsce, w którym miało to się stać. Jest w doskonałym stanie; prawie wszystkie luki zostały zamknięte, a trzy z czterech okien kajuty kapitana Croziera mają nawet zachowane szyby. Nie wiadomo, czy okręt zdryfował do zatoki opuszczony, czy też niektórzy ocaleni powrócili na niego, próbując płynąć na południe.

## Wnioski naukowe
Badania terenowe, wykopy i ekshumacje rozpoczęte w 1981 roku trwały ponad 10 lat. Wyniki badań artefaktów oraz szczątków ludzkich wykazały, że pochowani na wyspie Beechey najprawdopodobniej zmarli na zapalenie płuc i być może na gruźlicę, co zasugerowano po znalezieniu dowodów na chorobę Potta u Braine’a. Raporty toksykologiczne wskazywały na zatrucie ołowiem jako prawdopodobny czynnik. Nacięcia znalezione na kościach niektórych członków załogi były postrzegane jako oznaki kanibalizmu. Dowody sugerowały, że połączenie zimna, głodu i chorób, w tym szkorbutu, zapalenia płuc i gruźlicy, których skutki pogarszało zatrucie ołowiem, doprowadziło do śmierci wszystkich członków wyprawy Franklina.
Nowsze badania chemiczne próbek kości i paznokci pobranych od Hartnella i innych członków załogi podają w wątpliwość rolę zatrucia ołowiem. Badanie z 2013 roku wykazało, że poziomy ołowiu w kościach członków załogi były niezmienne w czasie ich życia, i że nie ma żadnej różnicy izotopowej między koncentracją ołowiu w starszych i młodszych materiałach kostnych. Gdyby załoga zatruła się ołowiem ze stopu lutowniczego używanego do uszczelniania puszek lub z zasobów wodnych okrętów, zarówno stężenie ołowiu, jak i jego skład izotopowy wykazywałyby skokową zmianę w ciągu ostatnich kilku miesięcy życia. Interpretację tę wsparło badanie z 2016 roku, które sugerowało, że zły stan zdrowia załogi mógł w rzeczywistości wynikać z niedożywienia, a w szczególności z niedoboru cynku, prawdopodobnie z powodu braku mięsa w diecie. W tym badaniu wykorzystano mikrofluorescencję rentgenowską (µXRF) do określenia poziomów ołowiu, miedzi i cynku w paznokciu Hartnella w ostatnich miesiącach jego życia i odkryto, że poza ostatnimi tygodniami stężenie ołowiu mieściło się w zdrowych granicach. W przeciwieństwie do niego, poziom cynku był znacznie niższy niż normalnie i wskazywał, że Hartnell cierpiał na chroniczny niedobór cynku, wystarczający do poważnego osłabienia jego układu odpornościowego i zwiększający podatność na gruźlicę, którą marynarz był już zakażony. W ciągu ostatnich kilku tygodni życia jego choroba spowodowałaby rozkład tkanki kostnej, tłuszczowej i mięśniowej, uwalniając wcześniej zgromadzony w nich ołów do krwiobiegu, co spowodowałoby wzrost poziomu ołowiu stwierdzony we wcześniejszej analizie tkanek miękkich i włosów. Poziom ołowiu stwierdzony u marynarzy, którzy zostali pochowani na wyspie Beechey i tych, którzy przeżyli dłużej i zginęli na Wyspie Króla Williama nie różni się, co przeczy hipotezie postępującego zatrucia ołowiem. Także porównanie ze szczątkami współczesnych im żołnierzy brytyjskich z Antigui nie potwierdza, żeby marynarze Franklina byli szczególnie zatruci tą substancją w porównaniu z innymi członkami Royal Navy. Natomiast opisy wyglądu marynarzy, których dostarczyli Inuici, można interpretować jako świadectwa zmian fizycznych wynikających z gruźlicy rozsianej, skutkującej niedoczynnością kory nadnerczy.
W 2017 roku Douglas Stenton, dyrektor ds. dziedzictwa na terytorium Nunavut w północno-wschodniej Kanadzie, zasugerował, że czworo Europejczyków, których szczątki znaleziono w trakcie prac, mogło być kobietami. Początkowo archeolog podejrzewał, że testy DNA nie przyniosą nowych wniosków, ale ku swojemu zdziwieniu odkrył, że w próbkach materiału genetycznego nie ma chromosomu Y. Stenton przyznał, że choć wiadomo, że kobiety służyły w Royal Navy w XVII, XVIII i na początku XIX wieku, to wynik testu może oznaczać, że DNA po prostu uległo degradacji; dalsze testy dały niejednoznaczne wyniki. Zdaniem badacza jest bardzo mało prawdopodobne, że na pokładach dwóch okrętów ukryły się cztery przebrane kobiety; nie można tego jednak całkowicie wykluczyć.

### Inne czynniki
Warunki pogodowe początkowo zwiodły uczestników wyprawy; w liście z Grenlandii James Fitzjames pisał, że miejscowy człowiek poinformował go, że lato jest szczególnie ciepłe, a Morze Baffina wolne od lodu aż po Cieśninę Lancastera, jednak już następna zima okazała się bardzo surowa. Franklin wybrał drogę po zachodniej stronie Wyspy Króla Williama, która wprowadziła „Erebusa” i „Terror” w masy lodu spychanego z północy w cieśniny Archipelagu Arktycznego, które „nie zawsze topnieją podczas krótkiego lata”. Dominujące wiatry pchają lód na południowy wschód przez Kanał McClintocka ku Cieśninie Wiktorii; lód napływa także z północnego zachodu, przez Peel Sound, uniemożliwiając powrót. Ekspedycja miała miejsce pod koniec tzw. małej epoki lodowej, okresu ochłodzenia na półkuli północnej, co prawdopodobnie dodatkowo pogorszyło warunki lodowe i obniżyło temperatury, na jakie wystawieni zostali podróżnicy. Tymczasem droga wzdłuż wschodniego wybrzeża Wyspy Króla Williama w lecie regularnie staje się wolna od lodu i została później wykorzystana przez Roalda Amundsena podczas udanego przebycia Przejścia Północno-Zachodniego.
Ekspedycja Franklina, uwięziona w lodzie przez dwie zimy w Cieśninie Wiktorii, była zorganizowana przez marynarkę i nie była dobrze wyposażona ani wyszkolona do podróży lądowych. Niektórzy członkowie załóg kierujący się na południe od „Erebusa” i „Terroru” ciągnęli wiele przedmiotów, które nie były potrzebne do przetrwania w Arktyce. McClintock zauważył dużą liczbę ciężkich przedmiotów w znalezionej łodzi ratunkowej i uznał je za „nagromadzenie zbędnego ciężaru, o małej użyteczności i bardzo prawdopodobne, że nadwerężającego siły załóg sań”.

## Chronologia
- 1845, 19 maja: wyprawa Franklina wyrusza z Anglii.
- 1845, lipiec: wyprawa znajduje się na Grenlandii, odsyła do domu pięciu mężczyzn i partię listów.
- 1845, 28 lipca: ostatnie spotkanie członków wyprawy przez Europejczyków (statek wielorybniczy na Morzu Baffina).
- 1845–1846: ekspedycja zimuje na wyspie Beechey. Trzej członkowie załogi umierają z powodu chorób płuc i zostają pochowani.
- 1846: HMS „Erebus” i HMS „Terror” opuszczają wyspę Beechey i płyną na południe Peel Sound w kierunku wyspy Króla Williama.
- 1846, 12 września: okręty uwięzione w lodzie w pobliżu Wyspy Króla Williama.
- 1846–1847: ekspedycja zimuje na Wyspie Króla Williama.
- 1847, 28 maja: data pierwszej notatki, mówiącej że „Wszystko w porządku”.
- 1847, 11 czerwca: umiera Franklin.
- 1847–1848: ekspedycja ponownie zimuje na Wyspie Króla Williama, po tym jak lód nie rozmarzł w 1847 roku.
- 1848, 22 kwietnia: po roku i siedmiu miesiącach uwięzienia w lodzie marynarze porzucają „Erebusa” i „Terror”.
- 1848, 25 kwietnia: data drugiej notatki, informującej o śmierci 24 ludzi i planach wyruszenia 26 kwietnia na południe, ku rzece Back.
- 1850 (?): Inuici wchodzą na pokład opuszczonego okrętu u wybrzeży Wyspy Króla Williama.
- 1850 (?): Inuici widzą 40 mężczyzn idących na południe na Wyspie Króla Williama.
- 1851 (?): inuiccy łowcy widzą czterech mężczyzn, którzy wciąż próbują udać się na południe; jest to ostatnia zweryfikowana obserwacja ocalałych (jak donosi Charles Hall).
- 1852–1858 (?): Inuici mogli widzieć Croziera i jeszcze jednego ocalałego, znacznie dalej na południe, w rejonie Baker Lake.
- 1854: John Rae przeprowadza wywiady z miejscowym Inuitą, który przekazuje mu przedmioty z wyprawy i mówi mu o ludziach umierających z głodu, którzy uciekli się do kanibalizmu.
- 1859: McClintock znajduje opuszczoną łódź i wiadomości na formularzu Admiralicji w kopcu na Wyspie Króla Williama[10] [55] .
- 2014: znaleziono wrak „Erebusa”[2].
- 2016: znaleziono wrak „Terroru”[3].

## Znaczenie wyprawy

### Historyczne
Najbardziej znaczącym wynikiem ekspedycji Franklina było naniesienie na mapy kilku tysięcy kilometrów nieznanej wcześniej linii brzegowej przez ekspedycje poszukujące zaginionych okrętów i załóg. Jak zauważył Richard Cyriax, „utrata ekspedycji zapewne zwiększyła zasób wiedzy [geograficznej] znacznie bardziej, niż sprawiłby to jej sukces”. Także entuzjazm Admiralicji brytyjskiej w kwestii Arktyki znacznie osłabł. Wiele lat upłynęło przed ekspedycją Naresa, a jego deklaracja, że „nie ma przejścia” do bieguna północnego, oznaczała koniec historycznego zaangażowania Królewskiej Marynarki Wojennej w badania Arktyki, koniec epoki, w której takie działania były powszechnie postrzegane przez brytyjską opinię publiczną jako właściwe wydatki ludzkiego wysiłku i zasobów pieniężnych. Biorąc pod uwagę, jak trudne i ryzykowne było dla profesjonalnych badaczy przekroczenie Przejścia Północno-Zachodniego, niemożliwe było, żeby tej trasy używały przeciętne statki handlowe tamtej epoki.
Ujmując rzecz słowami artykułu z The Athenaeum: „Uważamy, że możemy uczciwie zważyć koszty i skutki tych ekspedycji arktycznych i zapytać, czy warto ryzykować tak dużo dla tak trudnego do osiągnięcia celu, który gdy zostanie osiągnięty, jest tak bezwartościowy”. Zwieńczona sukcesem wyprawa Roalda Amundsena na statku Gjøa w latach 1903–1905 zakończyła wielowiekowe poszukiwania Przejścia Północno-Zachodniego.

### Kulturalne

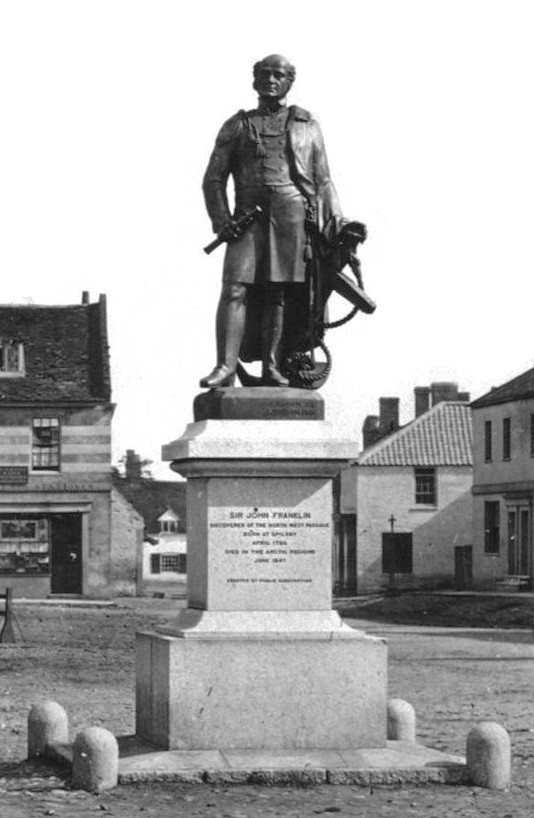
Pomnik Johna Franklina w rodzinnym Spilsby (Lincolnshire, Anglia)

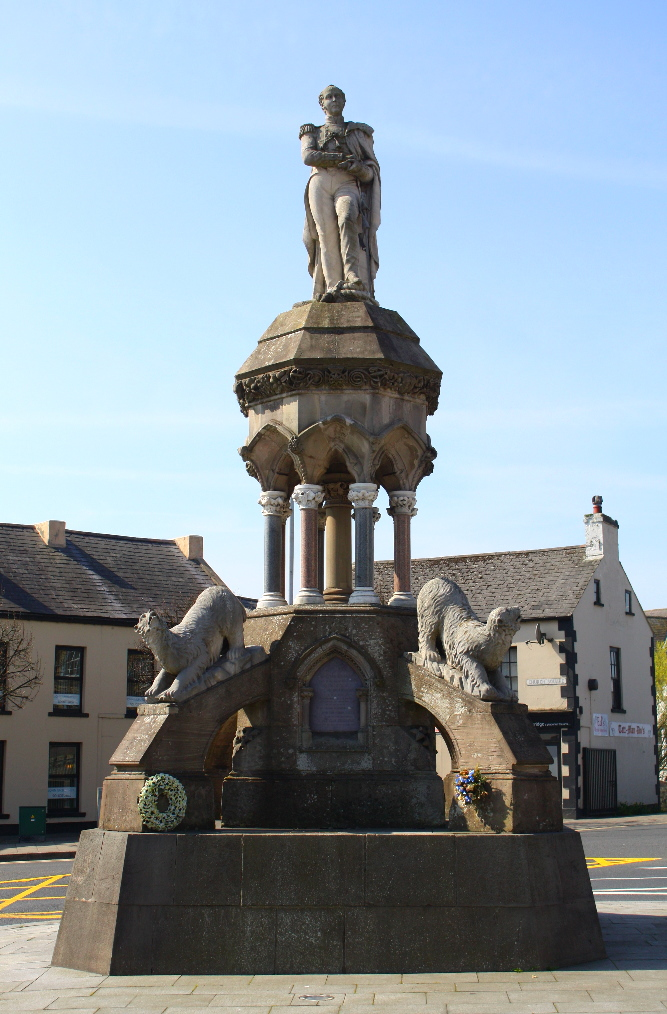
Pomnik Francisa Croziera w rodzinnym Banbridge (hrabstwo Down, Irlandia Północna)

Przez lata po zaginięciu ekspedycji, media wiktoriańskie przedstawiały Franklina jako bohatera, który poprowadził swoich ludzi w poszukiwaniu Przejścia Północno-Zachodniego. Pomnik Franklina w jego rodzinnym mieście nosi napis „Sir John Franklin – odkrywca Przejścia Północno-Zachodniego”, a pomniki przed klubem Athenaeum w Londynie i na Tasmanii zdobią podobne napisy. Chociaż los ekspedycji, w tym możliwość kanibalizmu, był szeroko komentowany i dyskutowany, pozycja Franklina w oczach wiktoriańskiej opinii publicznej nie była zagrożona. Wyprawa była przedmiotem wielu dzieł literatury faktu, w tym dwóch książek Kena McGoogana, „Fatal Passage” i „Lady Franklin’s Revenge”.
Tajemnica otaczająca ostatnią ekspedycję Franklina była tematem filmów telewizyjnych NOVA „Arctic Passage” z 2006 roku i „Arctic Ghost Ship” z 2015 roku; dokumentu telewizyjnego z 2007 roku „Franklin’s Lost Expedition” w Discovery HD Theater; a także kanadyjskiego filmu dokumentalnego z 2008 roku, „Passage”. W odcinku serialu dokumentalnego ITV1 z 2009 roku „Billy Connolly na końcu świata”, prezenter Billy Connolly i jego ekipa odwiedzili wyspę Beechey, sfilmowali groby i opisali ekspedycję Franklina.
Ku pamięci zaginionej ekspedycji jedna z jednostek podziału Terytoriów Północno-Zachodnich Kanady, obejmująca wyspy arktyczne, nosiła nazwę Dystryktu Franklina. Terytorium to zostało włączone 1 kwietnia 1999 roku do nowo utworzonego terytorium Nunavut.
29 października 2009 roku w kaplicy w Old Royal Naval College w Greenwich odbyła się uroczystość towarzysząca odrestaurowaniu i ponownemu udostępnieniu pomnika Franklina. Obejmowała również ponowny, uroczysty pochówek szczątków zidentyfikowanych jako należące do porucznika Henry’ego Thomasa Dundasa Le Vesconte, jedynych, jakie przywieziono z powrotem do Anglii, zamkniętych w pomniku w 1873 roku. Inni badacze Arktyki, w tym uczestnicy poszukiwań Franklina, są pochowani na cmentarzu Kensal Green; spoczywają tam admirałowie Horatio Thomas Austin, George Back, Edward August Inglefield, Bedford Pim, John Ross i Robert McClure. Żona Franklina, Jane Franklin z d. Griffin, jest również pochowana w krypcie w Kensal Green i upamiętniona na krzyżu poświęconym siostrzenicy jej męża, Sophii Cracroft.

#### W sztuce i fikcji
Od lat 50. XIX wieku do czasów obecnych ostatnia wyprawa Franklina inspirowała liczne dzieła literackie. Jednym z pierwszych była sztuka The Frozen Deep, napisana przez Wilkie Collinsa z pomocą i produkcją Charlesa Dickensa. Spektakl został przedstawiony dla prywatnej publiczności w Tavistock House na początku 1857 roku, w Królewskiej Galerii Ilustracji (w tym dla królowej Wiktorii), a także dla publiczności w Manchester Trade Union Hall. Collins później napisał także powieść o tym samym tytule. Wieści o śmierci Franklina w 1859 roku zainspirowały elegie, w tym jedną autorstwa Algernona Charlesa Swinburne’a.

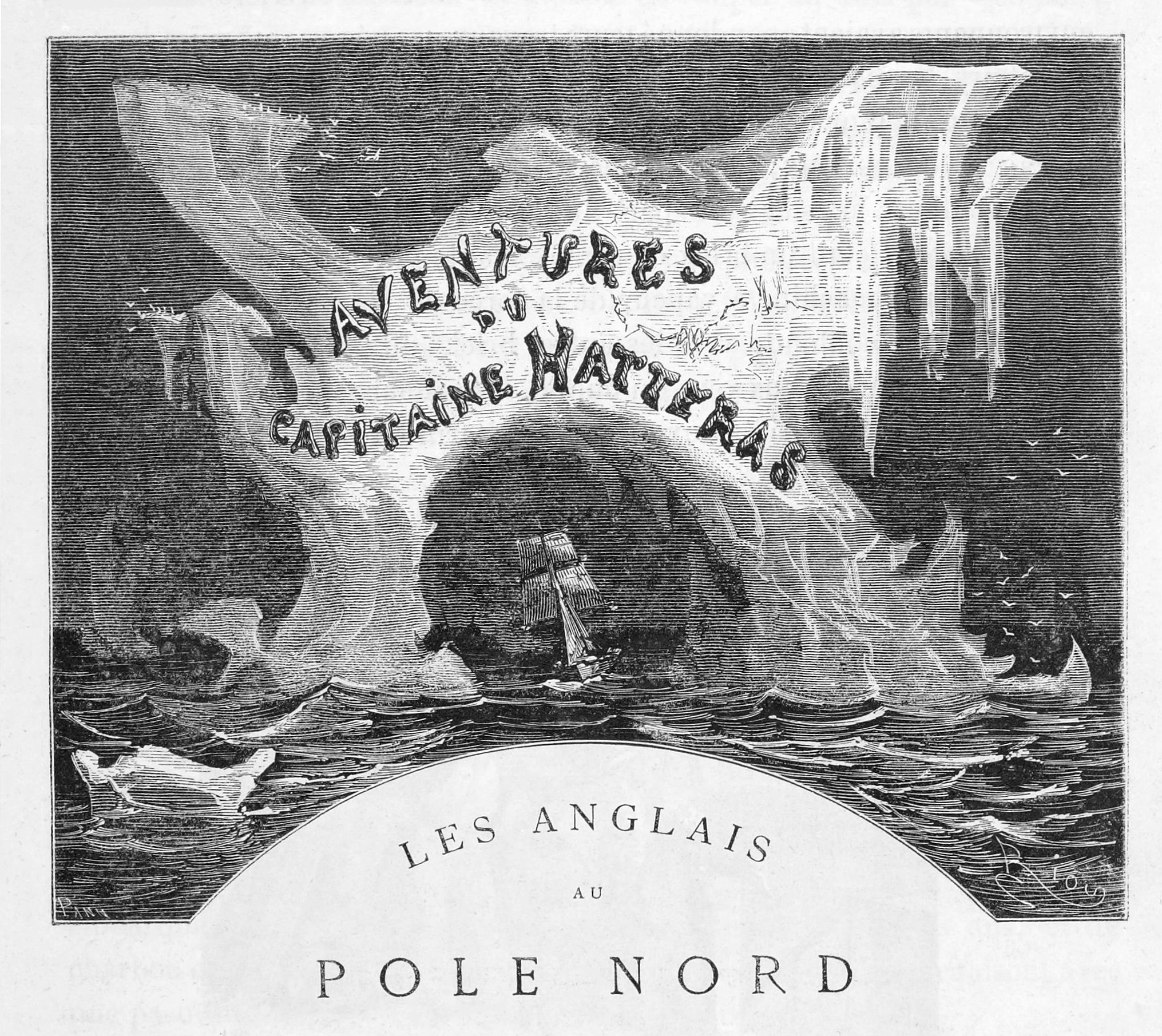
Ilustracja Édouarda Riou na stronie tytułowej Podróży i przygód kapitana Hatterasa autorstwa Jules’a Verne’a

Fikcyjne przedstawienia ostatniej ekspedycji Franklina rozpoczęły się z publikacją „Podróży i przygód kapitana Hatterasa” autorstwa Jules’a Verne’a w 1866 roku. Bohater powieści próbuje odnaleźć ślady Franklina i odkrywa, że na biegunie północnym znajduje się ogromny wulkan. Mark Twain krótko i satyrycznie odniósł się do losów wyprawy i jej kolejnych poszukiwań na początku opowiadania „Some Learned Fables for Good Old Boys and Girls” (1875). Powieść „Odkrywanie powolności” Stena Nadolnego z 1983 jest zainspirowana całym życiem Franklina i tylko krótko nawiązuje do jego ostatniej ekspedycji. Inne powieści z przełomu XX i XXI wieku to „The Rifles” Williama T. Vollmanna (1994) i „North With Franklin: The Lost Journals of James Fitzjames” Johna Wilsona (1999). Na podstawie powieści grozy „Terror” Dana Simmonsa z 2007 roku powstał serial „Terror” telewizji AMC, emitowany od marca 2018 roku. Ekspedycja była również inspiracją kampanii do gry fabularnej Zew Cthulhu pt. The Walker in the Wastes. Ekspedycja Franklina jest w centrum fabuły powieści „Arktyczna mgła” Clive’a Cusslera z 2008 roku, a „Pragnienie” Richarda Flanagana (2009) nawiązuje do czynów Franklina zarówno na Tasmanii, jak i w Arktyce. BBC Radio 4 12 stycznia 2012 roku nadawało spektakl radiowy „Erebus” brytyjskiej poetki Jo Shapcott, oparty na losach wyprawy Franklina. Powieść fantastycznonaukowa „The White Passage” Kassandry Alvarado z 2013 roku prezentuje alternatywną historię zaginionej wyprawy.

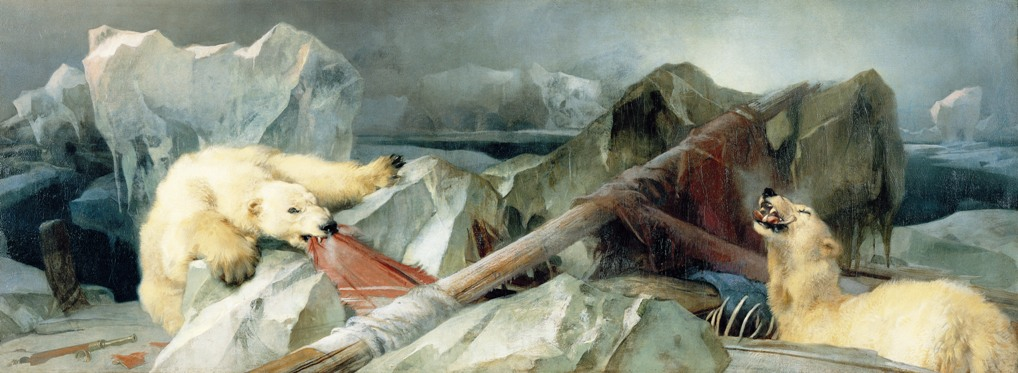
Man Proposes, God Disposes, obraz Edwina Landseera z 1864 roku

Zaginięcie wyprawy Franklina zainspirowało wiele obrazów zarówno w Stanach Zjednoczonych, jak i w Wielkiej Brytanii. W 1861 roku Frederic Edwin Church namalował obraz pt. Góry lodowe; później w tym samym roku, przed zabraniem go do Anglii na wystawę, dodał złamany maszt statku w cichym hołdzie Franklinowi. W 1864 roku obraz Edwina Landseera Man Proposes, God Disposes wywołał poruszenie na dorocznej wystawie Royal Academy; przedstawienie dwóch niedźwiedzi polarnych z których jeden szarpie czerwoną banderę okrętową, a drugi obgryza ludzką klatkę piersiową, zostało uznane za będące w złym guście, ale pozostało jednym z najmocniejszych przedstawień ostatecznego losu wyprawy. Ekspedycja zainspirowała również wiele popularnych rycin i ilustracji, a także wiele panoram, dioram i pokazów latarni magicznych .
Ostatnia ekspedycja Franklina zainspirowała również wiele utworów muzycznych, poczynając od ballady „Lament Lady Franklin” (znanej również jako „Lord Franklin”), która powstała w latach 50. XIX wieku i została nagrana przez dziesiątki artystów, w tym Martina Carthy’ego, Pentangle, Sinéad O’Connor i The Pearlfishers. Brytyjski zespół metalowy Alestorm stworzył piosenkę „Magnetic North” poświęconą ekspedycji Franklina. Inne inspirowane ekspedycją utwory to „I’m Already There” grupy Fairport Convention oraz „Frozen Man” Jamesa Taylora (inspiracją były fotografie ciała Johna Torringtona). Kanadyjski kompozytor Henry Kucharzyk stworzył w 1997 roku oratorium Terror and Erebus (A Lament for Franklin) na baryton i zespół kameralny. Kanadyjska kompozytorka Cecilia Livingston stworzyła operę kameralną na sześciu piosenkarzy i kwartet perkusyjny pt. Terror & Erebus, która ma mieć premierę w 2019 roku.
Szczególnie duży wpływ ekspedycja Franklina wywarła na kanadyjską literaturę i kulturę. Do najbardziej znanych współczesnych ballad nawiązujących do niej należy „Northwest Passage” Stana Rogersa (1981), nazywane „nieoficjalnym kanadyjskim hymnem”. Kanadyjska powieściopisarka Margaret Atwood również wypowiedziała się o wyprawie Franklina jako swoistym narodowym micie Kanady, zauważając, że „w każdej kulturze opowiada się wiele historii (ale) tylko niektóre są opowiadane i opowiadane na nowo (...) w kanadyjskiej literaturze jedną z takich opowieści jest ekspedycja Franklina”. Do kanadyjskich nawiązań poetyckich należy wierszowana sztuka radiowa Terror and Erebus autorstwa Gwendolyn MacEwen, nadana przez CBC Radio 10 stycznia 1965, a następnie opublikowana w zbiorze „Afterworlds” (1987) i cykl wierszy Davida Solwaya, „Franklin’s Passage” (2003). Wydarzenia te pojawiły się także w kanadyjskich powieściach, takich jak „Solomon Gursky Was Here” (1989) Mordecaia Richlera i francuskojęzycznej powieści Dominique Fortier z 2008 roku, „Du bon usage des étoiles”, która twórczo podchodzi do ekspedycji Franklina z różnych perspektyw i gatunków literackich. Powieść irlandzko-kanadyjskiego pisarza Eda O’Loughlina „Minds of Winter” znalazła się na liście finalistów nagrody Gillera w 2017 roku.